# Crisi di Berlino del 1961
La crisi di Berlino del 1961 (4 giugno - 9 novembre 1961) fu una grave crisi politico-militare scoppiata durante la guerra fredda mentre la città di Berlino era occupata dalle quattro grandi potenze vincitrici della seconda guerra mondiale. L'Unione Sovietica diede inizio alla crisi con un ultimatum chiedendo il ritiro delle forze militari occidentali da Berlino Ovest.
Due furono le fasi culminanti della crisi, durante le quali si giunse ad un livello altissimo di tensione tra le due superpotenze, gli Stati Uniti e l'Unione Sovietica, e si temette lo scoppio di una nuova guerra mondiale: l'improvvisa costruzione del Muro di Berlino nell'agosto 1961 da parte delle autorità della Repubblica Democratica Tedesca per frenare la fuga di cittadini verso il settore occidentale della città e il confronto diretto a poche decine di metri di distanza nel settore del Checkpoint Charlie tra i carri armati sovietici e quelli statunitensi avvenuto nell'ottobre 1961.
La crisi venne superata dopo difficili contatti, in parte segreti, tra le massime autorità delle due superpotenze; i sovietici rinunciarono al preteso ritiro occidentale da Berlino Ovest, mentre gli americani accettarono de facto la divisione permanente della città e l'edificazione del muro.

## La Germania divisa
Nel 1958 la situazione della Germania sconfitta dopo la seconda guerra mondiale non era ancora stabilizzata dal punto di vista del diritto internazionale e rimaneva oggetto di aspre dispute tra i due blocchi della guerra fredda. Il territorio tedesco era diviso in due entità politiche separate e ostili: la Repubblica Federale Tedesca, che era strettamente legata agli Stati Uniti, costituiva un elemento essenziale della NATO ed era impegnata in un importante riarmo militare, e la Repubblica Democratica Tedesca (DDR), dipendente dall'Unione Sovietica che era sua volta entrata nel Patto di Varsavia. I Paesi del blocco occidentale non riconoscevano l'esistenza della DDR e richiedevano la riunificazione tedesca sotto il governo della Germania federale con libertà di rimanere a far parte della NATO. In questa situazione potenzialmente esplosiva si inseriva il problema della vecchia capitale Berlino che, originariamente suddivisa in quattro aree al termine del conflitto, al tempo si trovava suddivisa in due settori: Berlino Ovest, presidiata dai contingenti militari delle tre potenze alleate occidentali, Stati Uniti, Gran Bretagna e Francia, e Berlino Est, assegnata all'Unione Sovietica e amministrata dalla DDR.
Questa situazione si era venuta a creare dopo la rottura della Grande Alleanza della seconda guerra mondiale e il fallimento del blocco di Berlino attuato da Stalin nel 1948-1949. In mancanza di un trattato di pace concordato tra tutte le parti con le due Germanie, formalmente il territorio tedesco era ancora soggetto all'autorità delle potenze firmatarie degli accordi di Potsdam dell'estate 1945. Queste decisioni non riconoscevano la divisione della Germania in due stati e stabilivano uno statuto separato per la città di Berlino a cui le potenze occidentali avevano diritto di libero accesso passando attraverso il territorio della DDR. Berlino Ovest costituiva un punto di massima criticità per l'Unione Sovietica e il Blocco orientale; essa rappresentava, con il suo evidente superiore livello di sviluppo economico rispetto al settore orientale, un elemento propagandistico di attrazione rivolto contro gli stati socialisti, un centro importantissimo per l'attività di spionaggio e soprattutto una via di fuga di facile accesso per i tedeschi della DDR che avessero voluto lasciare lo stato e passare nel mondo occidentale.

## L'ultimatum sovietico del 1958
Nel novembre 1958 la dirigenza sovietica decise di prendere iniziative radicali per modificare la situazione tedesca; il segretario generale Nikita Chruščёv era determinato ad azioni unilaterali che prevedessero la cessione con effetto immediato dei diritti politici e di controllo a Berlino e nella zona di occupazione sovietica alla Repubblica Democratica Tedesca, senza preoccuparsi delle reazioni occidentali, ma alla fine su pressioni di Anastas Ivanovič Mikojan, i sovietici decisero di diffondere il 27 novembre 1958 una nota formale alle altre potenze occupanti. Nel documento si proponeva la rinuncia dei diritti sulla città di Berlino che sarebbe stata trasformata in "città smilitarizzata". In mancanza di consenso da parte delle potenze occidentali, nella nota si parlava espressamente di azioni unilaterali sovietiche con la conclusione di un trattato di pace formale tra Unione Sovietica e DDR e il passaggio dei diritti sovietici a quest'ultima che avrebbe formalmente assunto il pieno controllo dei suoi confini e dell'area berlinese. Nella nota infine si affermava anche in termini ultimativi che, se entro sei mesi gli occidentali non avessero dato il loro consenso alle proposte presentate, l'Unione Sovietica avrebbe agito da sola regolarizzando le sue relazioni con la DDR.

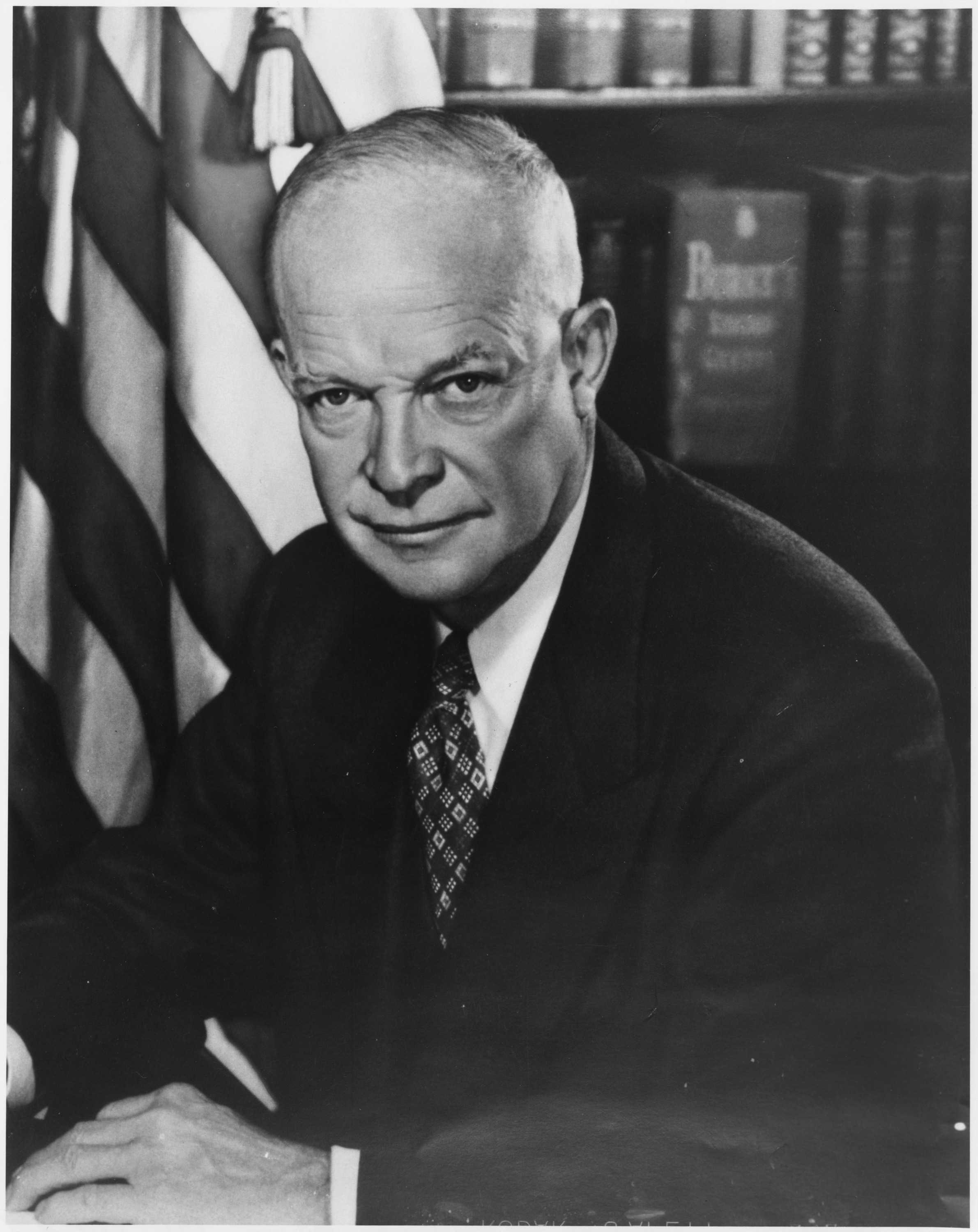
Il presidente degli Stati Uniti nel 1958 Dwight Eisenhower.

Con questa iniziativa apparentemente provocatoria, in realtà la dirigenza sovietica si attendeva di sbloccare finalmente la situazione della Germania occupata e di migliorare la sua posizione politico-diplomatica. Chruščёv e gli altri capi sovietici speravano di poter concludere dopo trattative, un accordo generale e definitivo con le altre potenze occidentali che prevedesse il riconoscimento ufficiale della divisione della Germania, controllasse il temuto riarmo in atto della Germania Federale e garantisse l'esistenza della DDR. La posizione sovietica appariva rigida ma in realtà Chruščёv era favorevole alla trasformazione di Berlino in "città libera", non appartenente alle due germanie, e si mostrò anche disponibile a posticipare i termini temporali ultimativi della nota; per i sovietici era però essenziale che i diritti delle potenze occupanti cessassero e che la DDR ottenesse il pieno controllo sulla città.

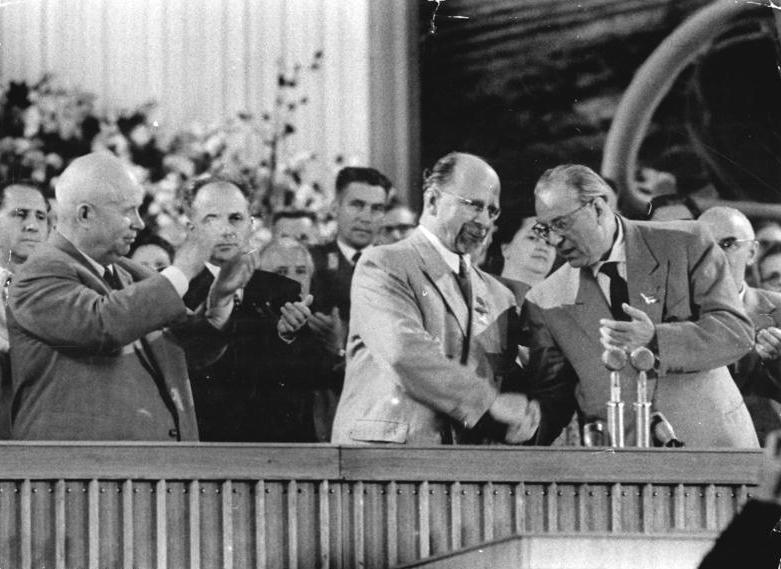
Nikita Chruščёv, a sinistra nella foto, applaude al termine del discorso di Walter Ulbricht, al centro, durante il congresso della SED nel 1958.

Nonostante l'apparente inutilità strategico-militare delle loro posizioni a Berlino, era impossibile per il presidente degli Stati Uniti Dwight Eisenhower e per gli altri dirigenti delle potenze occidentali dare il proprio consenso alle stringenti pretese sovietiche. Ragioni di prestigio e di propaganda e soprattutto l'obbligo morale di supportare la popolazione di Berlino Ovest, rendevano essenziale al contrario dimostrare la determinazione dell'occidente ad opporsi alla minaccia sovietiche. Eisenhower era inoltre sollecitato a mostrarsi intransigente dal cancelliere tedesco federale Konrad Adenauer, mentre anche il presidente francese Charles de Gaulle, desideroso di mantenere le posizioni a Berlino e di dimostrare il suo impegno a favore dei tedeschi, respinse la nota sovietica. Il presidente americano quindi rifiutò di prendere in considerazioni le proposte di Chruščёv, ma contemporaneamente invitò il segretario generale sovietico negli Stati Uniti per una visita ufficiale durante la quale sperava di superare la rigidità del capo dell'altra superpotenza.
Il soggiorno di tredici giorni negli Stati Uniti di Chruščёv nel settembre 1959 sembrò effettivamente aprire prospettive più favorevoli al dialogo dei due blocchi su molti argomenti di tensione, tra cui la situazione di Berlino. Il presidente americano affermò di condividere la necessità di stabilizzare con accordi definitivi la questione tedesca; Chruščёv fu colpito positivamente dalla personalità di Eisenhower e dalla sua evidente volontà di dialogo superando anche le resistenze del complesso militare-industriale. Alla fine della visita il segretario generale apparve fiducioso e ottimista; egli decise di rinunciare ai termini temporali ultimativi di sei mesi per l'accettazione della nota sovietica, accontentandosi della dichiarazione del presidente che riconosceva l'anomalia della situazione di Berlino, e della convocazione concordata di un incontro tra le quattro grandi potenze a Parigi per dirimere la questione.
Nuovi eventi clamorosi cambiarono invece ancora una volta la situazione internazionale; l'abbattimento di un aereo da ricognizione statunitense U-2 il 1º maggio 1960 sopra i cieli dell'Unione Sovietica diede inizio a una grave crisi nelle relazioni tra le superpotenze e vanificò ogni prospettiva di accordi globali sul disarmo e sulla questione di Berlino. Chruščёv reagì duramente alla missione di spionaggio americana, sfruttò propagandisticamente l'abbattimento e la cattura del pilota e ruppe temporaneamente i rapporti con Eisenhower che aveva ostentatamente rifiutato di scusarsi per l'incidente. L'incontro di Parigi tra le quattro grandi potenze venne quindi annullato e la situazione della Germania e di Berlino rimase irrisolta e ancor più instabile.

## La crisi del 1961

### L'inizio
Il fallimento della sua politica intimidatoria verso gli occidentali riguardo alla situazione di Berlino e delle due Germanie, e la rottura delle relazioni con la presidenza Eisenhower, accentuarono la frustrazione e il nervosismo di Chruščёv, la cui posizione politica era anche indebolita in patria a causa dei ripetuti insuccessi in politica interna e estera. Nonostante la propaganda, l'equilibrio politico-strategico tra le due superpotenze rimaneva largamente favorevole agli Stati Uniti. All'inizio del 1961 divenne evidente che il famoso missile gap, la presunta superiorità missilistica sovietica, non era mai esistito e che al contrario gli Stati Uniti, con l'entrata in servizio dei nuovi sistemi missilistici Minuteman e Polaris, stavano incrementando il loro vantaggio. Inoltre la situazione della DDR diveniva sempre più precaria; il principale dirigente tedesco orientale Walter Ulbricht richiedeva con urgenza misure decisive per consolidarla e fermare la continua perdita di cittadini che abbandonavano il paese soprattutto attraverso Berlino Ovest; nei primi sei mesi del 1961 oltre 100000 tedeschi orientali fuggirono in occidente.

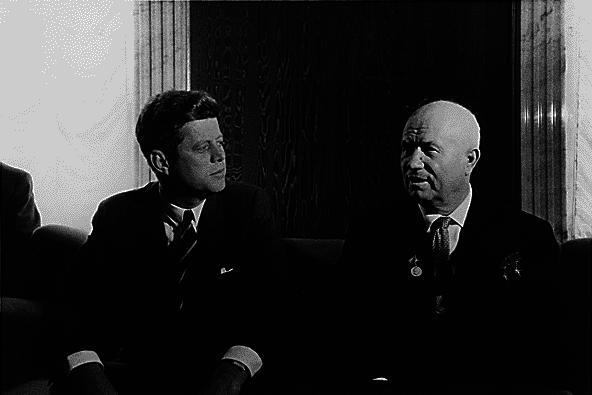
Il presidente degli Stati Uniti John Kennedy ed il segretario generale sovietico Nikita Chruščёv durante i burrascosi colloqui di Vienna del 3-4 giugno 1961.

Chruščёv era consapevole della debolezza reale dell'Unione Sovietica; egli riteneva tuttavia di poter intimidire il nuovo presidente degli Stati Uniti, il giovane e apparentemente inesperto John Kennedy, con manifestazioni esteriori di forza e con iniziative azzardate e provocatorie. Il nuovo presidente americano aveva iniziato il suo mandato con una serie di insuccessi e sembrava possibile rimettere sul tavolo il problema di Berlino, minacciando di nuovo azioni unilaterali e ottenendo concessioni a favore della DDR. I due massimi dirigenti delle superpotenze si incontrarono per la prima volta a Vienna il 3 e 4 giugno 1961; fu un incontro drammatico e burrascoso. Chruščёv mostrò estremo nervosismo e un comportamento verbale violento e estremistico ma Kennedy, pur sorpreso dal vigore e dal comportamento del suo interlocutore, respinse le intimazioni del dirigente sovietico e non fece alcuna concessione su Berlino e sull'eventuale trattato di pace tra le quattro potenze occupanti. Di fronte al rifiuto del presidente, Chruščёv affermò che avrebbe agito unilateralmente e concluso un trattato definitivo con la DDR. Poco dopo l'incontro di Vienna, le autorità sovietica infatti diramarono un nuovo documento ultimativo in cui ritornavano a minacciare di firmare una pace separata con la DDR e bloccare l'accesso degli occidentali a Berlino se entro la fine del 1961 non fosse stato concluso un trattato generale tra le quattro potenze.

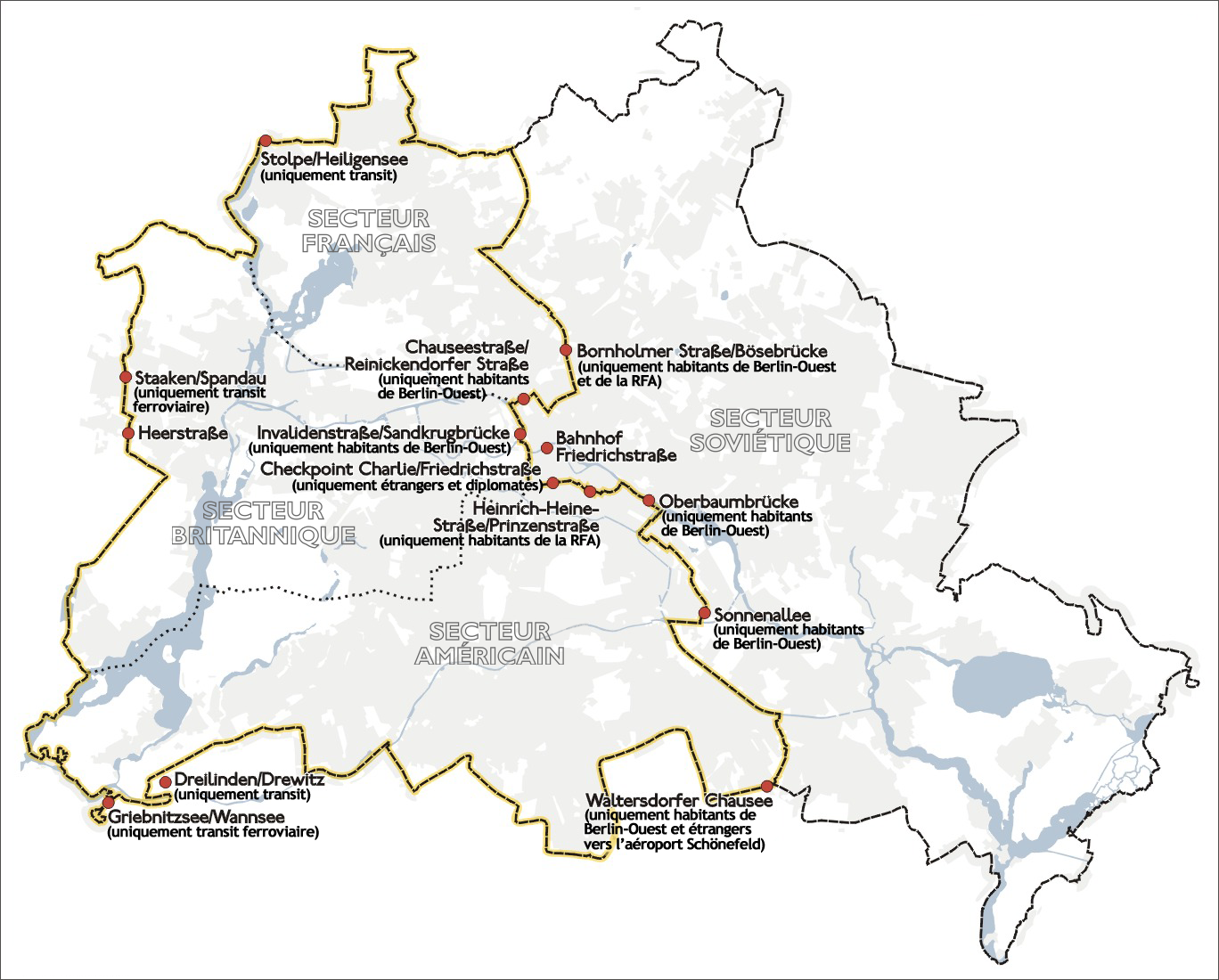
Carta di Berlino con indicazioni dei settori di occupazione alleati, del percorso del Muro e dei punti di passaggio tra Est ed Ovest.

Il presidente Kennedy riteneva necessario, dopo i fallimenti iniziali della sua presidenza, rispondere con decisione e fermezza alle iniziative intimidatorie del dirigente sovietico; Kennedy inoltre era sotto pressione negli Stati Uniti da parte delle correnti oltranziste americane favorevoli ad un confronto diretto anche militare con l'Unione Sovietica e al riarmo massiccio. Egli decise di rispondere indirettamente anche ai suoi critici e di dare un segnale al mondo: Kennedy parlò alla nazione in un discorso televisivo il 25 luglio 1961 e si dimostrò risoluto e pronto ad affrontare le conseguenze di mosse avventate dell'altra superpotenza. Nel discorso televisivo il presidente comunicò che aveva deciso di aumentare gli stanziamenti per la difesa e accrescere le forze convenzionali americane portandole in grado di affrontare una guerra terrestre in Europa contro l'Unione Sovietica. Egli proclamò inoltre che la crisi di Berlino era divenuto un "banco di prova del coraggio e della volontà occidentali" e che la sicurezza della città tedesca era essenziale per la sicurezza dell'intero "mondo libero". Il presidente quindi si dichiarava pronto a colloqui chiarificatori ma anche assolutamente risoluto a difendere i diritti occidentali a Berlino Ovest anche con la forza.
Chruščёv reagì con grande disappunto al discorso televisivo del presidente; alcuni giorni più tardi si ritirò nella sua residenza estiva sul Mar Nero dove ebbe un colloquio con John J. McCloy, il principale negoziatore statunitense per i problemi del disarmo. Con il diplomatico americano, egli dimostrò nervosismo, McCloy lo definì in privato "davvero impazzito"; Chruščёv ritornò all'ultimatum sul ritiro da Berlino e minacciò una guerra nucleare globale che avrebbe "distrutto la civiltà". La dirigenza sovietica sembrava realmente decisa a risolvere definitivamente la situazione di Berlino; due giorni dopo il vertice di Vienna, Mikojan si era recato nella DDR e aveva dato assicurazioni formali a Ulbricht; l'Unione Sovietica avrebbe supportato con la massima risolutezza la DDR, considerata l'avamposto occidentale del campo socialista e il luogo dove il "marxismo, nato in Germania, deve dimostrare la propria correttezza e il proprio valore".

### L'edificazione del Muro di Berlino
Walter Ulbricht era consapevole che in mancanza di provvedimenti decisivi per arrestare la fuga dei cittadini della DDR, lo Stato socialista tedesco rischiava di crollare; egli promosse una campagna propagandistica in cui si descrivevano i cittadini in fuga all'ovest come vittime, ingannate o corrotte, di una "caccia all'uomo" e di un "traffico di esseri umani" dell'occidente. Esteriormente Ulbricht durante una conferenza stampa il 15 giugno 1961 escluse fermamente che fossero in corso preparativi per costruire un muro di separazione a Berlino, ma in realtà egli stava esercitando forti pressioni sulla dirigenza sovietica per prendere misure radicali. La riunione decisiva tra i capi politici sovietici e tedesco orientali si tenne a Mosca il 3 agosto 1961, ma già in precedenza Chruščёv aveva iniziato a studiare i piani per stabilizzare la situazione tra le due Germanie; egli si consultò con i suoi collaboratori e all'inizio di luglio richiese il parere sulla effettiva praticabilità di una "chiusura delle frontiere" al generale Ivan Jakubovskij che era il comandante in capo del Gruppo di forze sovietiche in Germania.

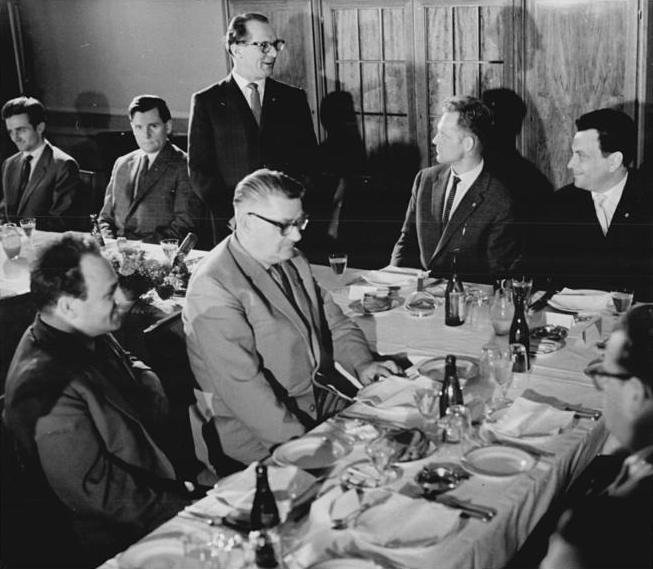
Erich Honecker, il principale responsabile esecutivo della costruzione del Muro di Berlino, pronuncia un discorso durante una riunione politica.

Il 6 luglio 1961 Ulbricht ricevette finalmente, attraverso l'ambasciatore Pervuchin ed il funzionario Kvicinskij, il consenso formale dei dirigenti sovietici all'attuazione del piano per stabilizzare la situazione della DDR costruendo in tempi rapidi uno sbarramento di frontiera invalicabile; egli si mise subito in azione per pianificare il cosiddetto progetto "Rose" che venne affidato alla supervisione del segretario alla Sicurezza, Erich Honecker, coadiuvato da un comitato ristretto di otto alti dirigenti della DDR. Il 7 luglio 1961 il capo della Stasi, Erich Mielke, tenne una prima riunione operativa per studiare i dettagli delle misure necessarie a bloccare la frontiera tra le due Germanie e a chiudere l'anello intorno alla città di Berlino.
Contemporaneamente anche i sovietici iniziarono i preparativi militari; il 15 luglio il comandante in capo del Patto di Varsavia, maresciallo Andrej Antonovič Grečko, ordinò che le forze armate tedesco orientali della Nationale Volksarmee passassero sotto il comando operativo del Gruppo di forze sovietiche in Germania; vennero inoltre inviati importanti unità di rinforzo sovietiche. I piani dell'operazione "Rose" prevedevano che la chiusura delle frontiere fosse attuata dalle sole forze di polizia della DDR mentre le truppe sovietiche della 20ª Armata e i soldati della Nationale Volksarmee sarebbero rimaste indietro in posizioni di copertura. Si decise infine di inviare in Germania orientale il famoso maresciallo Ivan Konev, tra i più prestigiosi comandanti sovietici della seconda guerra mondiale, che avrebbe subito assunto il controllo supremo del Gruppo di forze sovietiche in Germania mentre il generale Jakubovskij sarebbe passato a coordinare le operazioni direttamente nella città di Berlino.
Mentre Honecker portava avanti energicamente i preparativi organizzativi per la chiusura delle frontiere, Walter Ubricht si recò a Mosca il 3 agosto 1961 per la riunione decisiva con i dirigenti sovietici ed i capi degli altri Paesi socialisti del Patto di Varsavia; venne rapidamente raggiunto il consenso per la costruzione del muro di separazione. Chruščёv evidenziò in particolare che la misura avrebbe dovuto essere strettamente difensiva e che non avrebbe dovuto essere assolutamente minacciata l'esistenza di Berlino Ovest; egli riteneva che in questo modo si sarebbe evitato il rischio di una guerra generale.

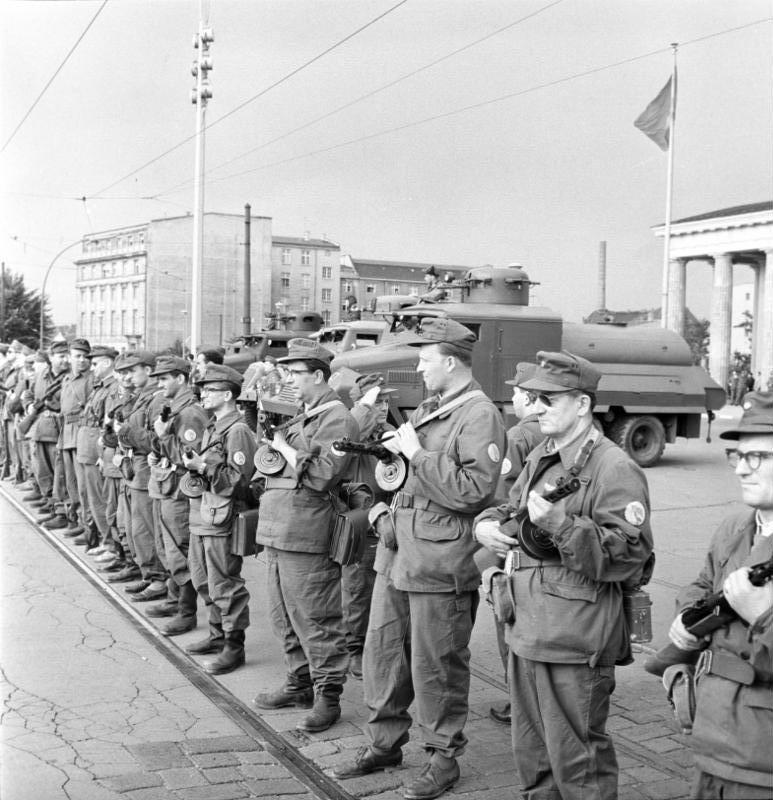
Guardie armate (Kampfgruppen der arbeiterklasse) di frontiera della Germania Orientale schierate davanti alla Porta di Brandeburgo il 14 agosto 1961.

Gli ultimi giorni prima dell'inizio dell'operazione "Rose" furono caratterizzate da una crescente tensione a Berlino e dalla diffusione di confuse indiscrezioni; i dirigenti occidentali sottovalutarono la determinazione e la capacità dei capi tedesco-orientali e sovietici; nell'incontro a Parigi dal 4 al 9 agosto 1961 i ministri degli esteri di Francia, Stati Uniti, Gran Bretagna e Germania Ovest ritennero che i sovietici non avrebbero preso provvedimenti fino all'autunno, mentre i servizi segreti tedesco-occidentali, il BND, raccolsero alcune informazioni, ma non giunsero a conclusioni concrete riguardo ai piani dei comunisti.
Dal 9 agosto 1961 Honecker fu costantemente impegnato nell'elaborazione delle misure dell'operazione "Rose". Mentre il maresciallo Konev, giunto il 10 agosto a Berlino, e i sovietici portavano avanti manovre di disinformazione per rassicurare gli occidentali, la segretezza venne mantenuta fino all'ultimo; l'11 agosto vennero informati in segreto i giornalisti tedesco-orientali e il capo della Stasi, Mielke illustrò ai funzionari le misure e i compiti da svolgere per assicurare il successo dell'operazione e controllare eventuali resistenze. Il 12 agosto 1961, mentre venivano stampati i manifesti con le comunicazioni delle autorità sulla chiusura della frontiera, Walter Ulbricht riunì i membri del Politburo e del governo nella residenza di campagna di Döllnsee dove, alle ore 22.00, comunicò la decisione di "chiudere la frontiera"; tutti i presenti furono d'accordo. Alla mezzanotte del 12-13 agosto 1961 Honecker e il comandante in capo della Nationale Volksarmee generale Heinz Hoffmann, comunicarono ai comandi subordinati l'ordine di iniziare le operazioni previste.
Le operazioni di chiusura del confine ebbero inizio alle ore 01.00 del 13 agosto; mentre i 7200 soldati dei reparti della 8ª Divisione motorizzata e della 1ª Divisione motorizzata dell'esercito della DDR occupavano, con carri armati e mezzi blindati, le posizioni previste al centro di Berlino Est e sull'anello esterno di Berlino Ovest, ma senza partecipare concretamente all'edificazione della barriera, la polizia, i reparti di sicurezza, le milizie delle fabbriche e gli operai edili entrarono in azione. Nel cuore della notte, senza incontrare alcuna opposizione, completarono entro le ore 06.00 il lavoro di chiusura della frontiera; le strade furono presidiate e sbarrate inizialmente con filo spinato e transenne, gli operai si misero al lavoro per costruire sbarramenti più solidi, la polizia chiuse 193 strade, 12 linee ferroviarie di superficie e sotterranee, e decine di stazioni ferroviarie. Erich Honecker si recò sul posto personalmente per verificare l'esecuzione degli ordini e espresse piena soddisfazione per la riuscita dell'operazione "Rose".
La chiusura notturna del confine a Berlino fu un brillante successo organizzativo per le autorità tedesco-orientali e colse completamente di sorpresa non solo la popolazione ma anche le autorità occidentali sul posto e i dirigenti delle grandi potenze. A Washington, le notizie giunsero al presidente Kennedy dopo molte ore; le prime reazioni dei capi dell'amministrazioni cercarono di minimizzare l'evento; si trattava di misure difensive che non mettevano in discussione la sicurezza di Berlino Ovest. Il primo comunicato stampa sottolineava la «chiara violazione» degli accordi tra le quattro potenze, definiva la costruzione della barriera come una evidente dimostrazione del "fallimento" degli stati comunisti, ma non faceva riferimento ad alcuna misura concreta.

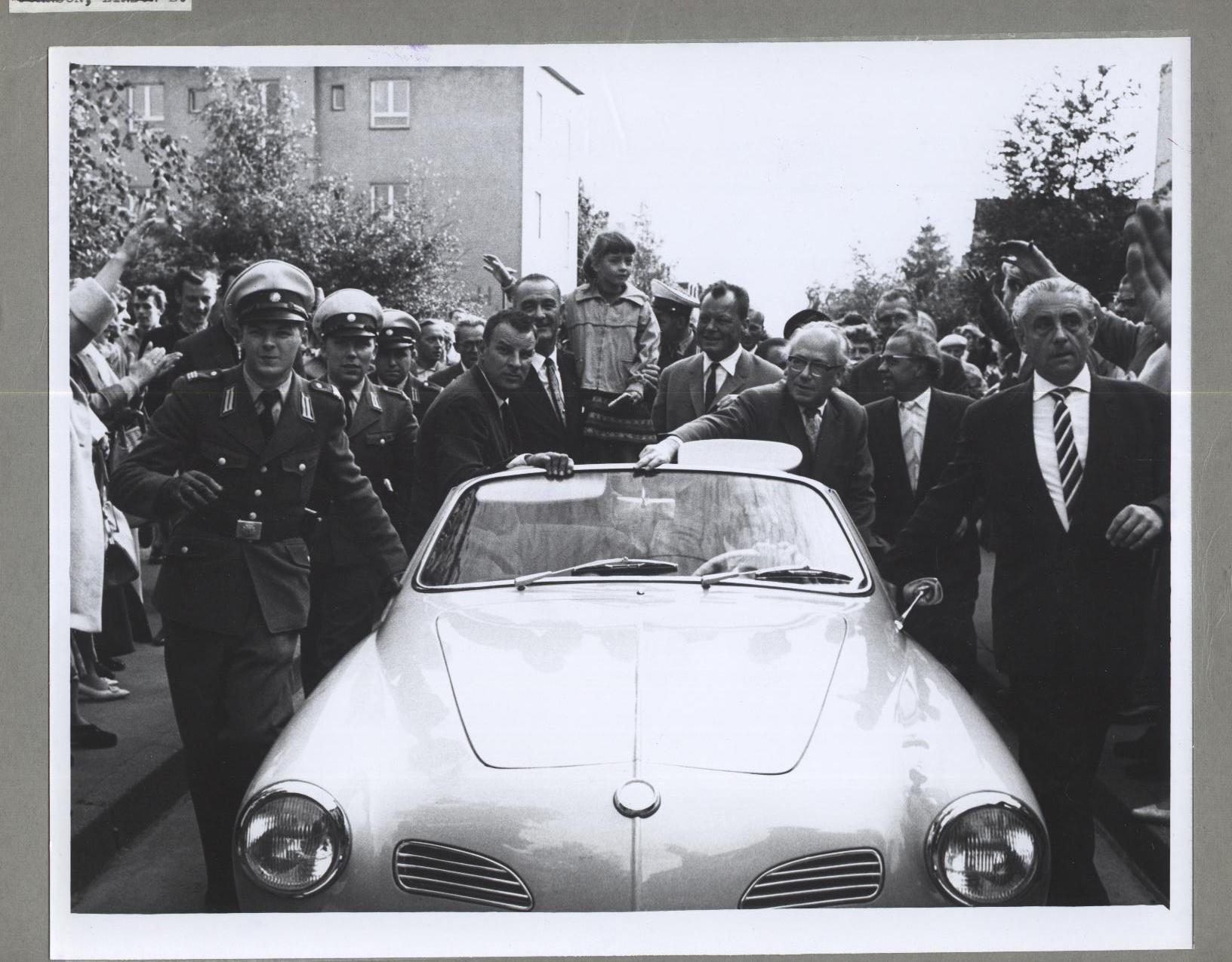
Il vice-presidente Lyndon Johnson, accompagnato da Willy Brandt, in visita a Berlino Ovest, riceve una trionfale accoglienza dalla popolazione.

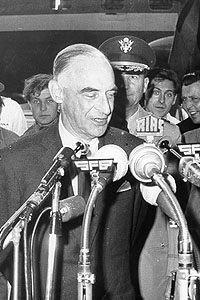
L'ex generale Lucius Clay pronuncia un discorso dopo il suo arrivo a Berlino Ovest.

Anche i dirigenti delle altre grandi potenze occidentali non sembrarono intenzionati a prendere iniziative contro la costituzione della barriera a Berlino; la Gran Bretagna del primo ministro Harold Macmillan era impegnata ad affrontare con scarsi mezzi la crisi in corso in Iraq e non disponeva delle risorse finanziarie per accrescere il suo impegno militare in Europa, mentre la Francia del presidente Charles de Gaulle, pur favorevole in teoria ad una linea dura contro il blocco dell'est, non era disponibile, a causa del gravoso impegno militare in Algeria e della sua persistente ostilità ad una riunificazione tedesca, a rischiose azioni militari.
Nella giornata del 14 agosto 1961 il comportamento dell'amministrazione Kennedy di fronte ai fatti di Berlino rimase incerto e inefficace; i generali apparvero favorevoli ad azioni militari, mentre il presidente, informato che le iniziative dei tedesco-orientali non sembravano minacciare i diritti delle potenze occidentali nella ex capitale, espresse la sua rassegnata accettazione del muro che egli non riteneva una "bella soluzione", ma "sempre meglio di una guerra". Nei giorni seguenti tuttavia Kennedy comprese la necessità di assumere un atteggiamento più rigido verso le potenze comuniste e dimostrare concretamente il suo impegno a favore di Berlino Ovest. Le decisioni del presidente vennero favorite dalle notizie provenienti dai giornalisti occidentali sul posto che descrissero l'atmosfera di disperazione e di rabbia presente nella popolazione e i disperati tentativi di fuga da Berlino Est; inoltre l'intervento del presidente americano venne energicamente sollecitato da una lettera personale del sindaco di Berlino Ovest, il capace e brillante Willy Brandt che era estremamente preoccupato per la mancanza di reazioni occidentali alla costituzione della barriera.
Pur infastidito dalla spregiudicatezza di Brandt e dai toni della sua lettera, il presidente Kennedy ritenne essenziale anche per motivi di prestigio internazionale, dare dimostrazione della sollecitudine degli Stati Uniti verso i cittadini di Berlino. Kennedy quindi decise di inviare in rinforzo alla guarnigione americana a Berlino Ovest, un reggimento motorizzata della 8th Infantry Division che avrebbe percorso su autocarri il territorio della Germania Orientale fino alla ex capitale; inoltre il vice-presidente Lyndon Johnson e il generale Lucius Clay, il prestigioso comandante alleato al tempo del Blocco di Berlino nel 1948, si sarebbero subito recati a Berlino Ovest dove avrebbero incontrato Brandt e avrebbero espresso con la loro presenza la totale solidarietà degli Stati Uniti e la loro determinazione a proteggere la parte occidentale della ex capitale.

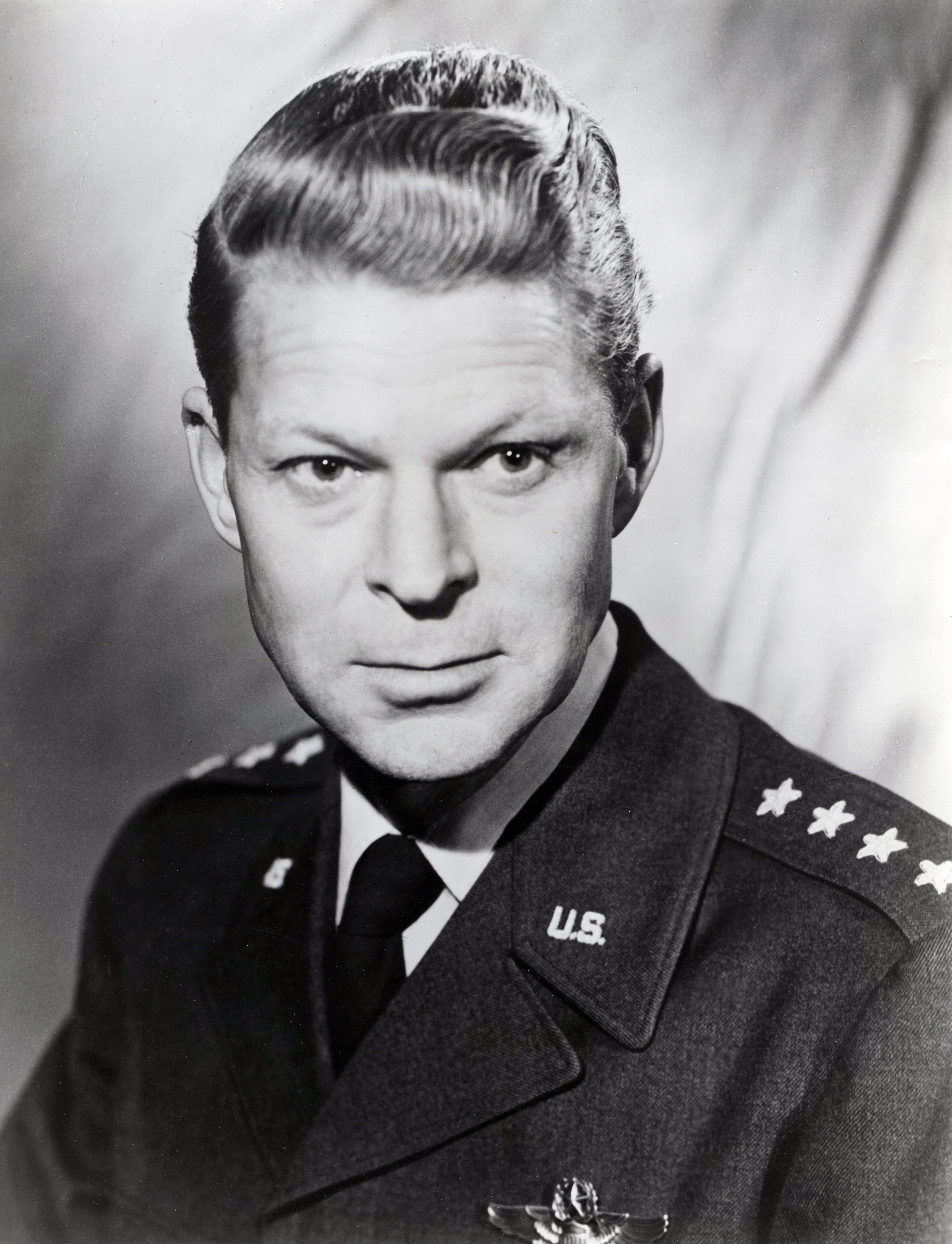
Il generale Lauris Norstad, comandante supremo della NATO durante la crisi di Berlino.

Il 19 agosto 1961 il vice-presidente Johnson e il generale Clay giunsero a Berlino Ovest dove furono accolti dal sindaco Brandt; durante la visita alla città ricevettero una accoglienza trionfale dalla popolazione ed espressero in una serie di discorsi la solidarietà degli Stati Uniti e la loro riprovazione per le azioni della Germania Orientale. Contemporaneamente giunsero nella città i soldati americani di rinforzo che, dopo alcune difficoltà burocratiche con i militari sovietici, avevano attraversato senza problemi il territorio della DDR. Nonostante queste dimostrazioni di forza e la propaganda di Johnson, tuttavia dal punto di vista pratico questi eventi, anche se rassicurarono la popolazione berlinese, non modificarono i piani dei dirigenti tedesco-orientali e sovietici; Ulbricht e Honecker nelle settimane seguenti continuarono a rafforzare la barriera tra le due parti di Berlino, rinforzarono il controllo militare per evitare fughe e iniziarono i preparativi per trasformare la linea di separazione in un complesso ed efficiente sbarramento fisico permanente denominato propagandisticamente antifaschistischer Schutzwall, "muro di protezione antifascista".
Alla fine di settembre la tensione internazionale crebbe ulteriormente; il presidente Kennedy proclamò solennemente in un discorso alle Nazioni Unite che "le potenze occidentali" avrebbero "onorato i loro obblighi [...] verso i cittadini liberi di Berlino Ovest"; pochi giorni dopo anche il segretario alla difesa Robert McNamara si espresse in termini bellicosi evocando un possibile attacco atomico americano per "proteggere gli interessi vitali degli Stati Uniti" e affermando pubblicamente che le armi nucleari statunitensi erano molto superiori a quelle sovietiche.
Il 10 ottobre 1961 il presidente Kennedy riunì alla Casa Bianca i suoi massimi collaboratori politici e militari per valutare l'incandescente situazione a Berlino e pianificare dettagliatamente le eventuali risposte americane. Egli apparve risoluto a difendere militarmente Berlino Ovest secondo le indicazioni pubblicamente fornite nel suo discorso alle Nazioni Unite di settembre; venne approvato un piano di azione militare in quattro fasi nel caso di attacco sovietico alla parte occidentale della ex-capitale tedesca. Mentre le prime tre fasi prevedevano una serie di misure convenzionali gradualmente intensificate, nella quarta fase, in caso di fallimento delle precedenti operazioni, sarebbero state impiegate le armi nucleari. Su quest'ultimo punto cruciale sorsero contrasti tra i consiglieri del presidente, in particolare l'assistente segretario di stato alla difesa, Paul Nitze, proponeva di lanciare subito nella quarta fase un attacco nucleare totale all'Unione Sovietica che avrebbe potuto garantire la vittoria americana in una guerra termo-nucleare globale. Il segretario alla difesa McNamara era in completo disaccordo con Nitze; egli affermò che non c'erano certezze sulla possibilità di vittoria e che le conseguenze di una guerra nucleare sarebbero state catastrofiche. Alla fine le istruzioni operative definitive fornite al generale Lauris Norstad, comandante in capo della NATO, furono più equilibrate; il generale Norstad avrebbe dovuto cercare di difendere Berlino Ovest con armi convenzionali, mentre nella quarta fase, si sarebbe iniziato con attacchi nucleari dimostrativi di piccole dimensioni per intimorire l'avversario, seguiti eventualmente dall'impiego delle armi atomiche tattiche di teatro; solo come ultima risorsa si sarebbe ricorsi alla "guerra atomica generale".

### Confronto diretto al Checkpoint Charlie

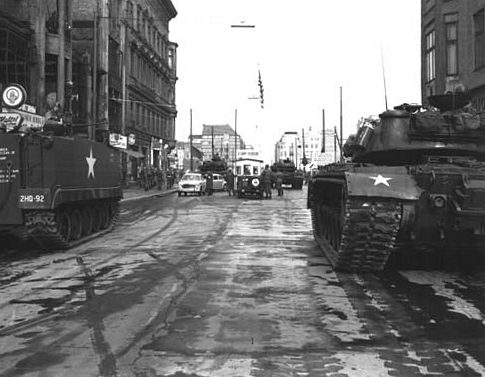
Carri armati statunitensi e sovietici si fronteggiano a Checkpoint Charlie

Il 22 ottobre 1961 la situazione a Berlino ebbe una nuova drammatica svolta che sembrò trasformare la forte tensione tra i due blocchi in un reale pericolo di guerra aperta. Allan Lightner, il funzionario civile di più alto grado della missione statunitense a Berlino, venne fermato e sottoposto a controllo da militari della polizia della Germania Est al Checkpoint Charlie, mentre si recava lungo la Friedrichstrasse a vedere insieme alla moglie uno spettacolo teatrale nel settore orientale. Dopo alcune discussioni con il personale tedesco orientale, Lightner protestò per quello che riteneva un comportamento illegale e segnalò i fatti al generale Lucius Clay che era il rappresentante personale a Berlino del presidente Kennedy. Il generale Clay era un militare energico e assolutamente determinato a mantenere le prerogative alleate in tutta Berlino; egli pertanto fece accompagnare da scorte armate Lightner e la moglie nel settore orientale della città e quindi informò il presidente Kennedy che peraltro non sembrò del tutto soddisfatto del comportamento rigido di Lightner e Clay.

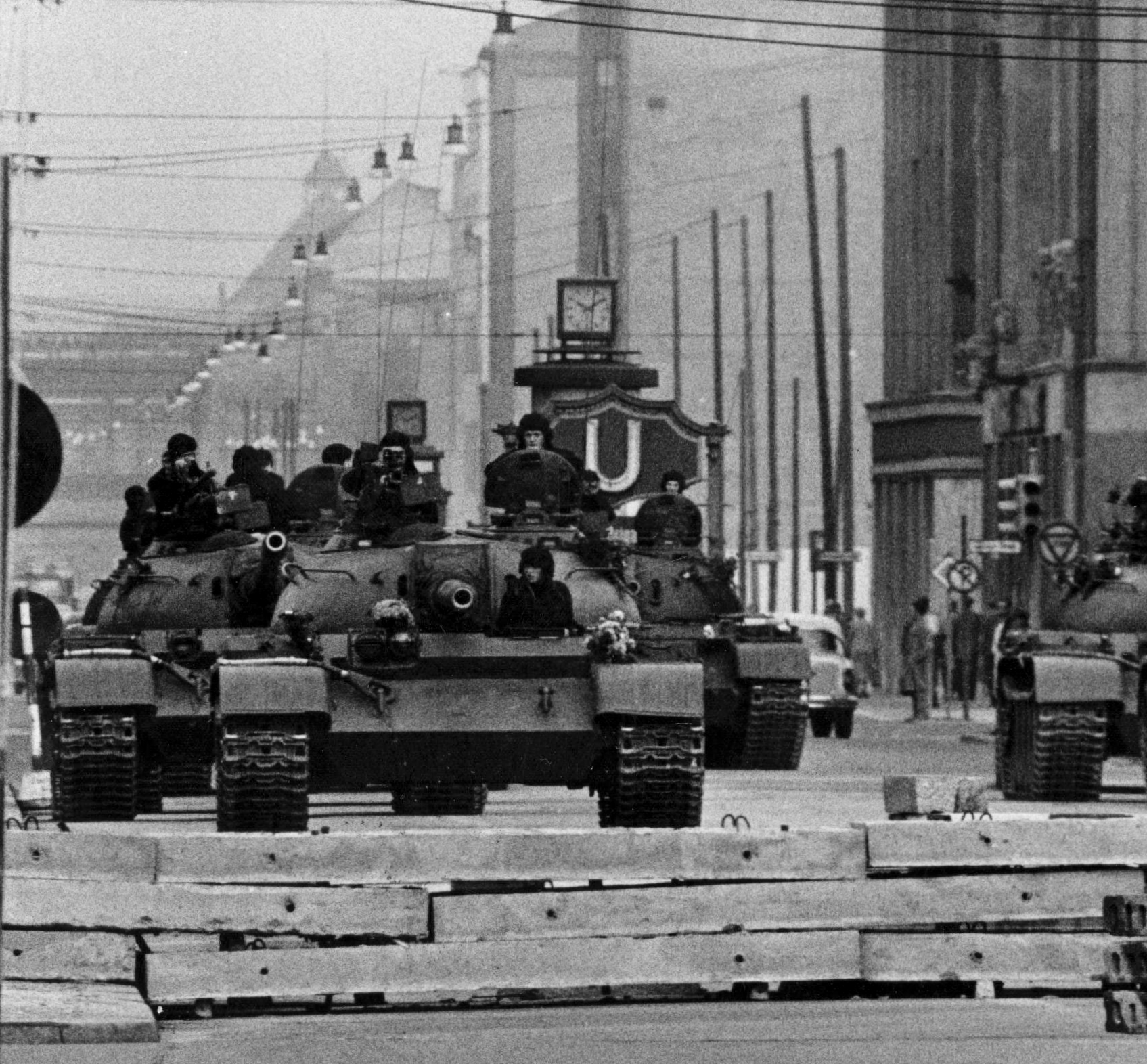
I carri armati sovietici T-55 al Checkpoint Charlie il 27 ottobre 1961.

Il 23 ottobre 1961 le autorità della Germania Democratica comunicarono che da quel momento avrebbero ricevuto l'autorizzazione ad entrare liberamente senza controlli nel territorio di Berlino Est solo i funzionari occidentali in uniforme. Queste decisioni della dirigenza politica tedesco orientale apparentemente ricevettero il pieno consenso dei capi sovietici. In quel momento era in corso a Mosca il XXII Congresso del PCUS dove erano presenti oltre a Chruščёv anche il maresciallo Konev, il maresciallo Rodion Malinovskij, ministro della difesa sovietico, e Walter Ulbricht. Non è chiaro se il comportamento della polizia militare tedesco orientale derivasse da ordini precisi delle autorità superiori, ma sembra comunque evidente che Ulbricht approvasse le loro azioni. Chruščёv ipotizzò che il comportamento aggressivo degli americani evidenziasse un loro ritorno alla politica bellicosa dei periodi più critici della Guerra fredda; egli verosimilmente decise di sostenere il suo principale alleato del blocco orientale soprattutto per ragioni di prestigio e per mantenere la coesione delle alleanze.
In realtà era soprattutto il generale Clay a sollecitare un comportamento intransigente; egli dopo l'annuncio tedesco orientale del 23 ottobre, parlò con il presidente Kennedy e affermò che era essenziale fermare le manovre avversarie e imporre con la massima energia i diritti legali occidentali su tutta Berlino; il presidente, pur riluttante, preferì dare il suo consenso al bellicoso generale. Il 25 ottobre 1961 il generale Lucius Clay quindi prese l'iniziativa di rischiare una prova di forza: dopo che alle ore 9.25 del mattino un altro funzionario civile statunitense era stato fermato al Checkpoint Charlie sulla Friedrichstrasse dai militari della Germania Est, egli fece muovere unità meccanizzate pesanti. Alle ore 10.00 dieci carri M48 Patton del 40º reggimento corazzato del tenente colonnello Thomas Tyree percorsero il viale e si fermarono minacciosamente a cinquanta metri dal posto di blocco apparentemente pronti a irrompere con la forza; i due carri armati di testa erano equipaggiati con pale meccaniche da bulldozer; erano presenti anche alcune jeep e mezzi blindati per trasporto truppe, mentre dopo alcune ore giunsero sul posto altre cinque jeep con militari a bordo; anche due elicotteri americani sorvolarono l'area. Gli americani non tentarono di frantumare il muro e rimasero fermi sul posto fino alle ore 14.00 quando si ritirarono, ma nel frattempo alcune jeep con funzionari civili entrarono liberamente per brevi tratti di alcune centinaia di metri nell'area orientale di Berlino.

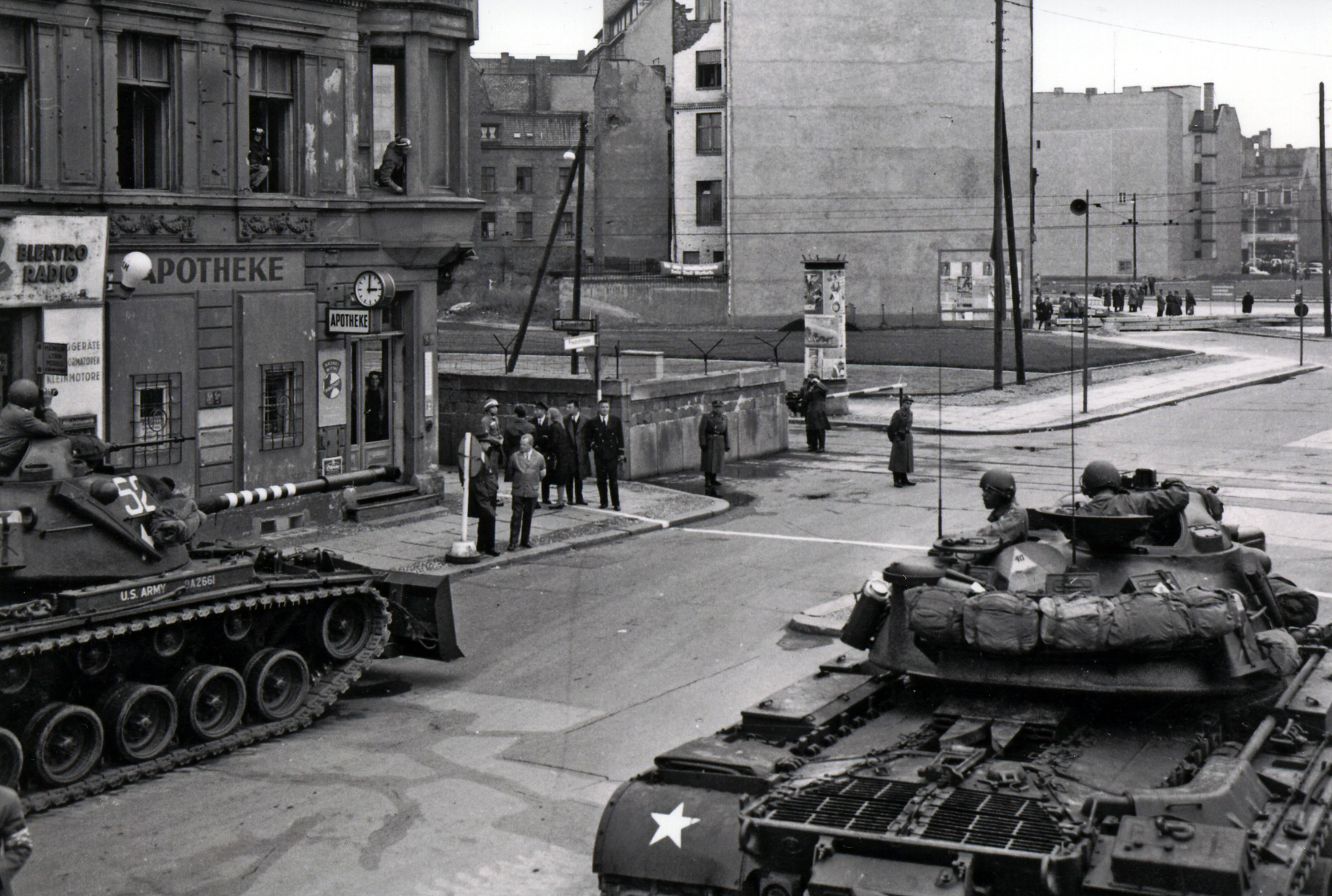
Carri statunitensi M48 al Checkpoint Charlie.

Anche dopo il ritiro dei mezzi pesanti americani la situazione rimase estremamente tesa; un colloquio tra i comandanti avversari sul posto, il colonnello Solovëv e il generale Watson non raggiunse alcun risultato e non risolse i contrasti; i militari tedeschi orientali continuarono a intralciare i movimenti dei funzionari civili americani e nella serata ci furono scambi di fasci di luce accecanti tra le postazioni dalle due parti del muro.
A Mosca, le notizie provenienti da Berlino avevano suscitato allarme; il maresciallo Rodion Malinovskij e il maresciallo Ivan Konev, che ritornò subito nella capitale tedesca per controllare la situazione, presero le prime misure militari per fronteggiare gli americani e impedire la temuta demolizione di parti del muro da parte dei mezzi corazzati dell'avversario. La sera del 25 ottobre, 33 carri armati sovietici T-55 del III battaglione del maggiore Vasilij Mika del 68º reggimento carri della Guardia comandato dal colonnello Sergeëv, appartenenti alla 6ª Divisione motorizzata della Guardia del Gruppo di forze sovietiche in Germania, avanzarono verso la Unter den Linden e si fermarono in un'area ancora devastata dai bombardamenti della seconda guerra mondiale, ad alcune centinaia di metri dal Checkpoint Charlie. I carri dell'Armata Rossa in sosta erano privi di contrassegni di nazionalità, ma furono identificati da un agente americano che, sotto la copertura di funzionario diplomatico, si avvicinò ai carristi sovietici con cui scambiò alcune parole cordiali in russo. Le autorità occidentali, allarmati dalla presenza di mezzi corazzati sovietici nel centro di Berlino per la prima volta dopo il 1953, schierarono carri e cannoni anticarro in posizioni difensive.
Il 26 ottobre 1961 gli americani ritornarono minacciosamente al Checkpoint Charlie; dieci carri armati M48, alcuni dei quali equipaggiati con pale meccaniche si schierarono nuovamente sulla linea di confine tra i due settori; i cannoni furono puntati verso est e durante la giornata si susseguirono nuovi incidenti tra il personale di polizia della Germania Est e funzionari civili americani protetti da scorte militari armate che ostentatamente entrarono nel settore orientale rifiutando di mostrare i documenti. I sovietici, di fronte alle ripetute azioni provocatorie degli occidentali, decisero a questo punto di mettere in campo i loro mezzi corazzati; il maresciallo Konev ricevette l'autorizzazione di Chruščёv che gli ordinò di reagire alle mosse americane con azioni di forza simmetriche e conseguenti senza però aprire il fuoco per primi. Il dirigente sovietico, impegnato nel difficile XXII Congresso in cui doveva fronteggiare opposizioni e critiche alla sua politica, non intendeva rompere irreversibilmente i rapporti con gli occidentali ma riteneva essenziale, dopo le sue tante manifestazioni precedenti di retorica e aggressività, non "mostrarsi debole su Berlino".

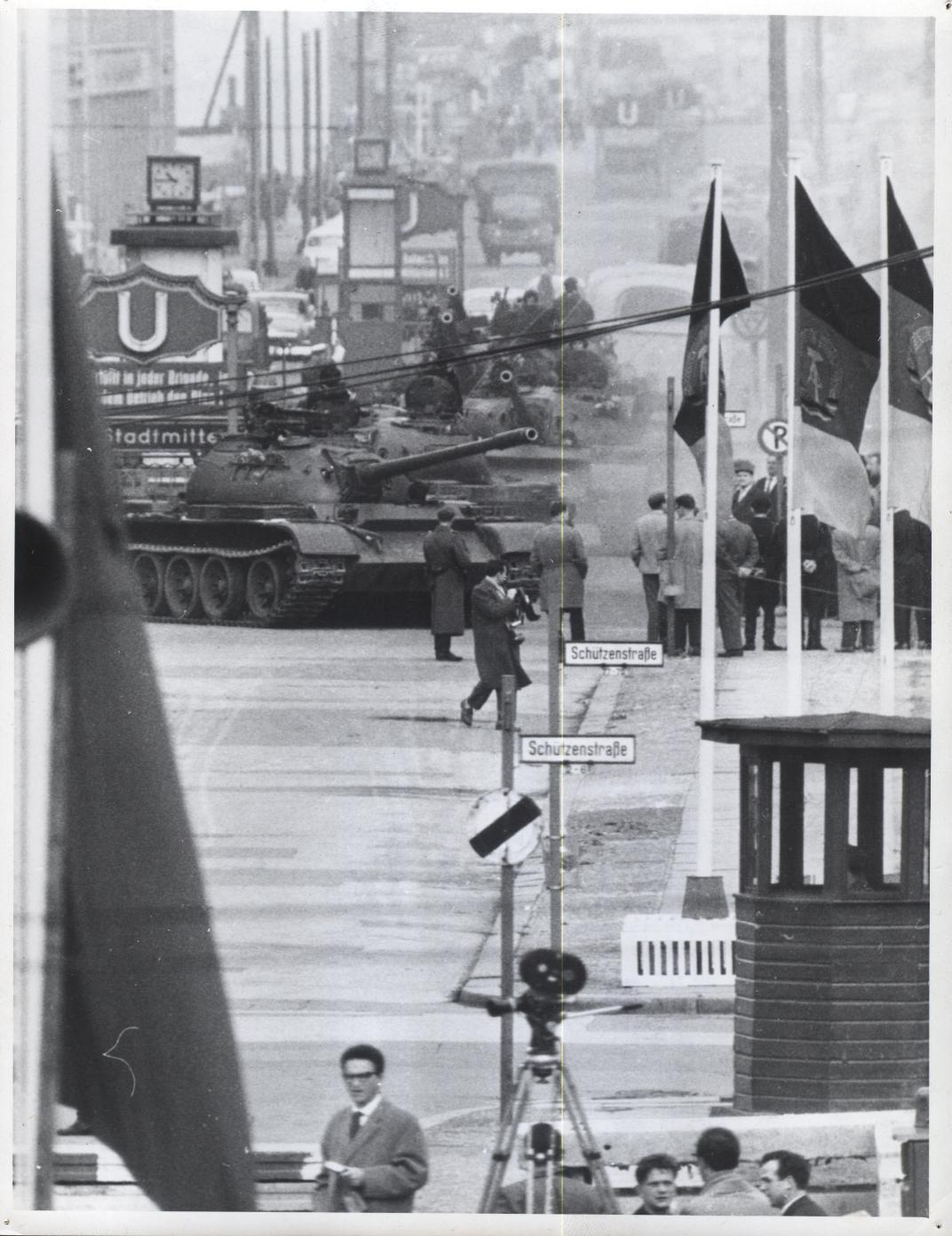
I carri sovietici iniziano a muovere dal Checkpoint Charlie.

Al mattino del 27 ottobre 1961 dieci carri armati sovietici T-55, la VII compagnia carri del capitano Vojtčenko del III battaglione del maggiore Mika, si misero in movimento dalle loro posizioni di stazionamento, percorsero la Friedrichstrasse, e si fermarono lungo il punto di controllo del Checkpoint Charlie a poche decine di metri dai mezzi corazzati americani schierati dall'altra parte fin dal giorno prima. Gli equipaggi sovietici si mostrarono fuori dai carri, osservarono gli avversari e non apparvero innervositi, ma i cannoni furono puntati contro i carri americani. Questa situazione estremamente critica si sarebbe protratta per sedici ore; fu l'unica occasione nel corso della Guerra fredda in cui i carri armati sovietici e statunitensi si fronteggiarono direttamente a distanza ravvicinata con i cannoni pronti a far fuoco. La dirigenza sovietica temeva realmente un attacco dei mezzi corazzati contro il muro e riteneva il generale Clay un personaggio pericoloso e bellicoso; i carri sovietici quindi avevano l'ordine di impedire questo temuto assalto e di aprire il fuoco sui carri americani nell'eventualità di minacce al muro; in caso di scontro a fuoco diretto tra i mezzi corazzati, la situazione avrebbe potuto finire fuori controllo e evolvere verso un conflitto globale. Sembra effettivamente che il generale Lauris Norstad, comandante supremo della NATO, avesse ordinato ai comandanti degli equipaggi dei carri armati americani di entrare in azione e distruggere il muro al Checkpoint Charlie se le guardie di confine tedesco-orientali avessero di nuovo impedito ai civili americani di entrare a Berlino Est.

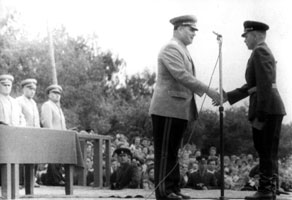
Il generale Ivan Jakubovskij incontra il tenente colonnello Vasilij Mika, comandante del III battaglione carri, dopo l'incidente del Checkpoint Charlie.

In realtà i massimi dirigenti sovietici e statunitensi non erano affatto decisi ad un confronto diretto armato e al contrario ricercavano una via d'uscita dalla pericolosa situazione pur mantenendo esteriormente, per ragioni di prestigio, una rigida fermezza. Il segretario di Stato Dean Rusk si affrettò subito ad annullare l'ordine del generale Norstad che avrebbe potuto innescare uno scontro a fuoco. Colloqui segreti al massimo livello erano già in corso; nonostante l'atteggiamento bellicoso del generale Clay, il presidente Kennedy non era affatto intenzionato a seguire gli arrischiati consigli del suo rappresentante a Berlino, e suo fratello, il procuratore generale Robert Kennedy, aveva già intrapreso contatti con Georgij Bolšakov, l'addetto stampa sovietico all'ambasciata di Washington. Il fratello del presidente riferì a Bolšakov che se i sovietici avessero fatto passi distensivi, gli statunitensi avrebbero a loro volta mostrato "una certa flessibilità su Berlino", evitando comportamenti provocatori. Secondo alcune fonti Robert Kennedy garantì anche che gli americani avrebbero interrotto l'ingresso forzato di civili americani a Berlino Est. L'addetto stampa sovietico riferì prontamente a Chruščёv le affermazioni di Robert Kennedy.
Il massimo dirigente sovietico non aveva perso la calma in quelle ore di grande tensione con i carri armati statunitensi e sovietici di fronte con i cannoni puntati; sembra che egli fosse convinto che gli americani non stessero ricercando un pretesto per innescare un conflitto e che fossero in realtà pronti a trattare di fronte a manifestazioni esteriori di distensione da parte sovietica. Alle ore 10.30 del 28 ottobre 1961 il maresciallo Konev, tornato a Berlino, riferì al dirigente sovietico che i carri armati delle due parti erano sempre fermi al Checkpoint Charlie; Chruščёv disse al maresciallo che era necessario fare un primo passo per favorire un rilassamento generale e spingere gli americani a loro volta a mosse per ridurre la tensione.
Al mattino del 28 ottobre 1961 quindi i carri armati sovietici iniziarono a mettersi in movimento e abbandonarono il Checkpoint Charlie ritornando nelle loro posizioni di partenza più arretrate all'interno di Berlino Est; come precedentemente concordato tra i massimi dirigenti delle due parti, entro pochi minuti anche i mezzi corazzati americani, dopo aver ricevuto istruzioni in questo senso, lasciarono il punto di controllo sulla Friedrichstrasse. Il ritiro dei rispettivi carri armati concluse in pratica la fase di massima tensione della crisi di Berlino ed evitò una possibile escalation militare che in realtà era temuta da entrambe le parti; nei giorni più critici anche le potenze alleate degli Stati Uniti avevano sollecitato trattative, in particolare i dirigenti della Gran Bretagna, Harold Macmillan e Alec Douglas-Home, erano allarmati e ritenevano necessario evitare mosse azzardate del generale Clay e tenere sotto controllo i militari americani.

## Fine della crisi

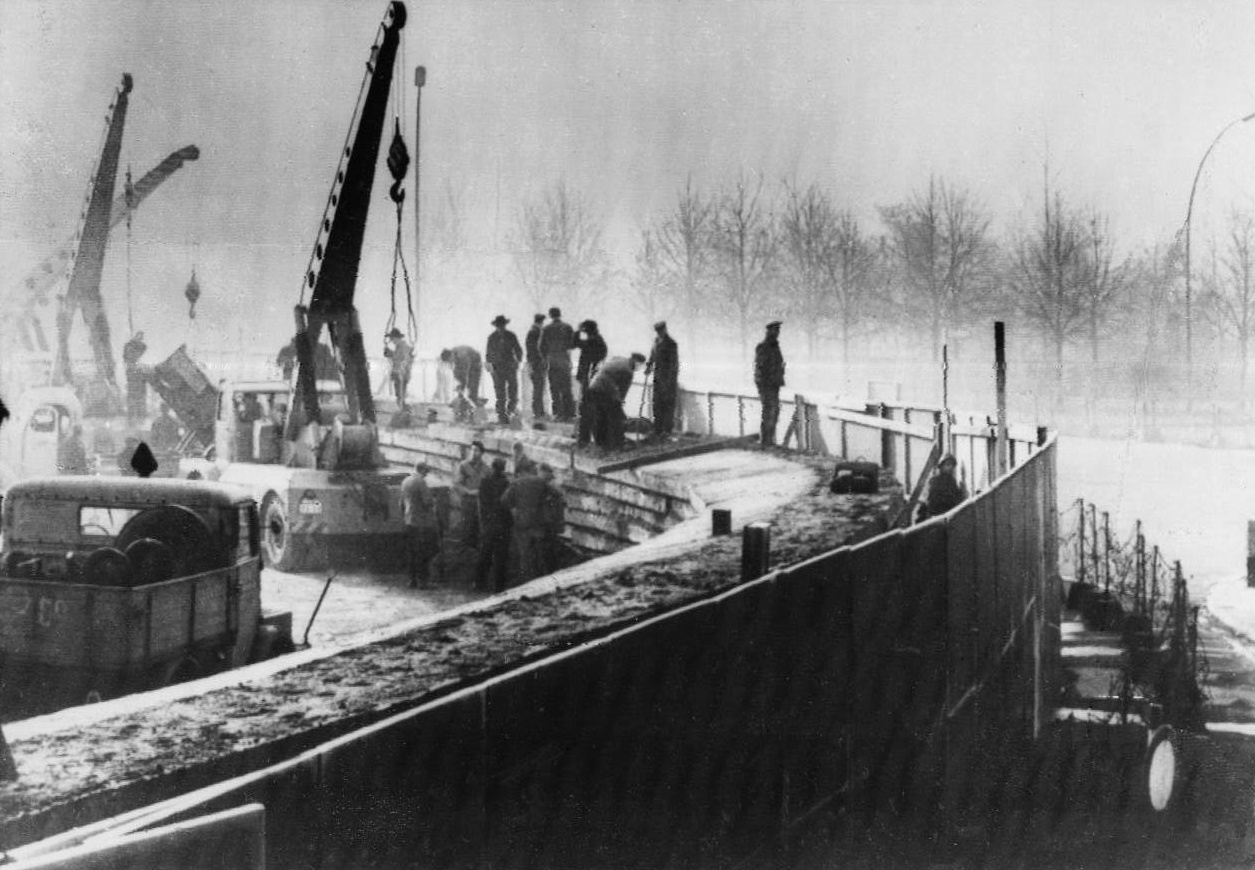
Lavoratori tedeschi orientali impegnati nell'ampliamento e rafforzamento del Muro di Berlino nel novembre 1961.

La ritirata quasi simultanea dei carri armati sovietici e americani dal Checkpoint Charlie rappresentò un momento decisivo della crisi di Berlino innescata dalla costruzione del Muro e in pratica sanzionò il riconoscimento reciproco della situazione di fatto. In realtà nessuno dei massimi dirigenti delle due parti, né il presidente Kennedy, né il segretario generale sovietico né i capi britannici, erano disposti a rischiare una guerra generale per salvaguardare le formalità burocratiche sull'accesso nelle zone di Berlino. Il dirigente tedesco orientale Ulbricht avrebbe desiderato una maggiore rigidezza e protestò con Chruščёv per il mancato raggiungimento dell'obiettivo della conclusione di un formale trattato di pace con la Repubblica Democratica Tedesca; egli procedette a rafforzare militarmente la barriera tra le due parti della città. Chruščёv tuttavia non diede importanza alle critiche di Ulbricht e affermò che per il momento non era il caso di provocare ulteriormente gli occidentali concludendo un trattato di pace formale; egli disse ai dirigenti polacchi che "non abbiamo paura, ma non vogliamo la guerra".
Nelle settimane seguenti Chruščёv quindi rinunciò al trattato di pace con la DDR ma continuò a mostrare fermezza dando una spettacolare dimostrazione di forza il 30 ottobre 1961 con l'esplosione sperimentale su un'isola del Mar Glaciale Artico, della cosiddetta Bomba Zar da 50 megatoni, la più potente arma nucleare della storia. Egli inoltre mantenne lo stato di allarme delle forze sovietiche in Germania fino al gennaio 1962 e riprese alcune azioni provocatore contro il personale alleato e contro i corridoi aerei occidentali per Berlino. Il segretario generale sovietico rinunciò ad insistere con la data limite del 31 dicembre 1961 e riprese le trattative anche se, di fronte alla rigidità occidentale, annullò le previste riduzioni nelle forze convenzionali dell'Armata Rossa, mentre gli stati maggiori iniziarono a pianificare progetti di guerra offensiva in occidente in caso di conflitto generale. Sembra evidente dalla documentazione disponibile che Chruščёv fosse ormai deciso a rinunciare ad una formalizzazione definitiva dello status delle due Germanie e di Berlino; egli disse a Ulbricht che la questione del trattato di pace tra le due nazioni era secondaria rispetto ai piani di sviluppo economico assolutamente necessari per consolidare la Repubblica Democratica Tedesca. Chruščёv in pratica ritenne accettabile a tempo indefinito la situazione tedesca e considerò soddisfacente, nonostante il pesante danno propagandistico, la soluzione del Muro di Berlino che avrebbe dovuto consentire alla DDR di evitare una catastrofica perdita di cittadini, guadagnando tempo in attesa della sua prevista crescita economica.
Dal punto di vista occidentale, il presidente Kennedy comprese subito che l'edificazione e la permanenza del Muro di Berlino, pur deplorevole dal punto di vista dei diritti umani, avrebbe costituito un vantaggio propagandistico nel quadro del confronto globale tra i due sistemi politico-economici; egli quindi in pratica accettò la situazione de facto, ritenendo che gli interessi fondamentali occidentali su Berlino non fossero minacciati e continuando a rifiutare un trattato formale di pace per la Germania. Il Muro di Berlino, evidenza costante del fallimento del sistema socialista e vantaggio propagandistico potenzialmente decisivo per l'occidente, quindi rimase in piedi, garantendo una temporanea stabilizzazione della situazione politico-economica della Germania Democratica fino alla crisi irreversibile dei paesi socialisti nel 1989-1991.

## Galleria d'immagini

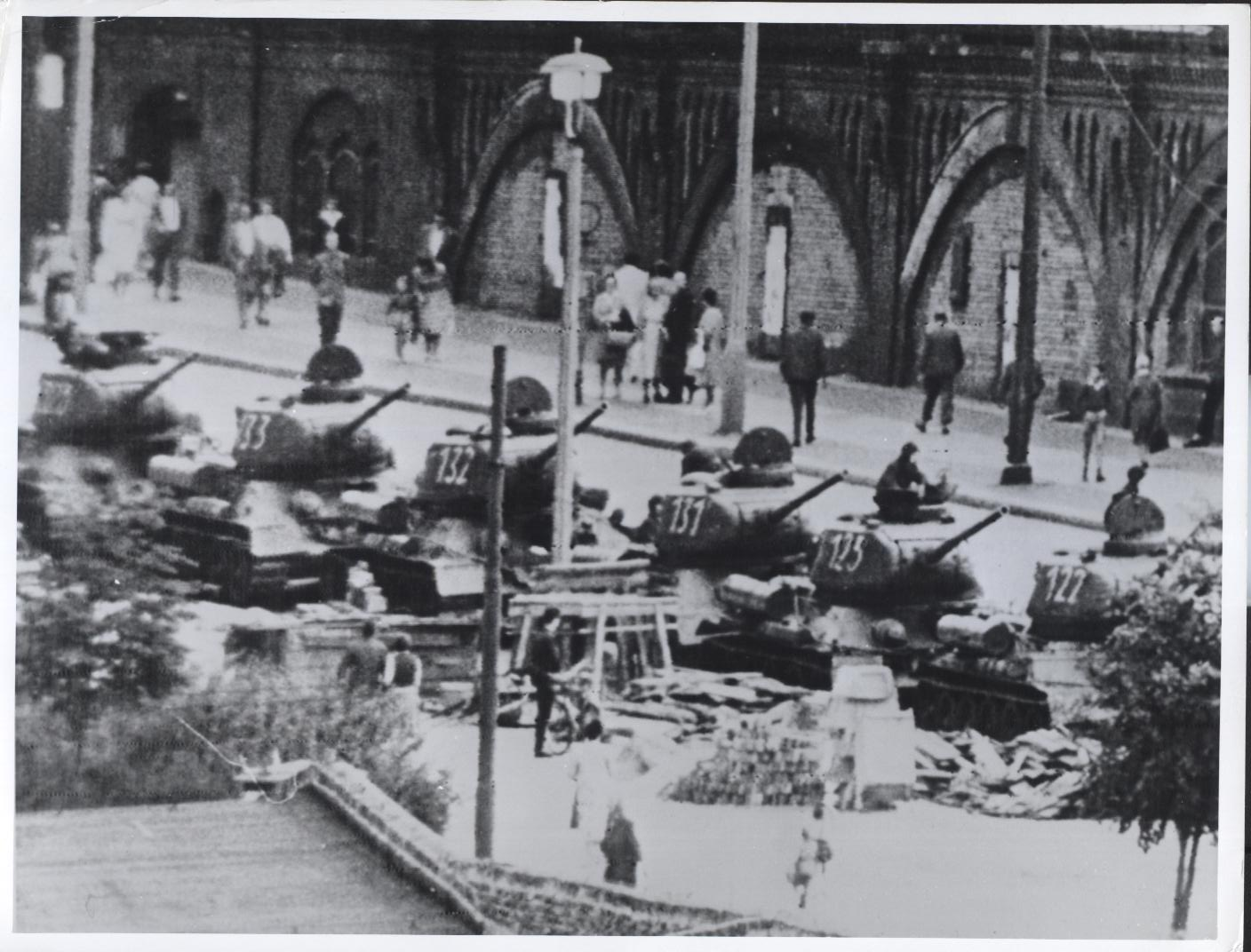
Colonna di carri tedesco-orientali T-34/85 nel centro di Berlino il 13 agosto 1961
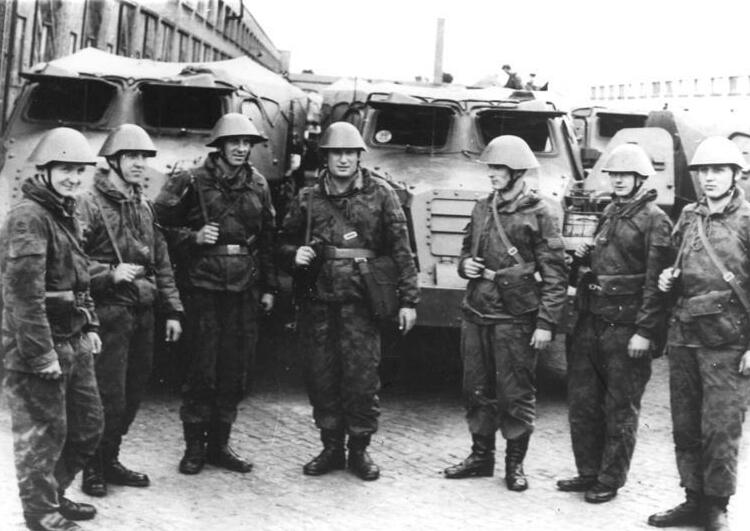
Soldati della Nationale Volksarmee a Berlino il 14 agosto 1961
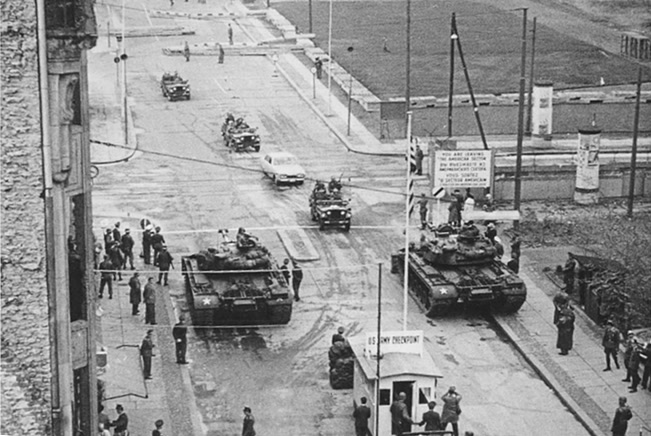
Carri e jeep americani al Checkpoint Charlie
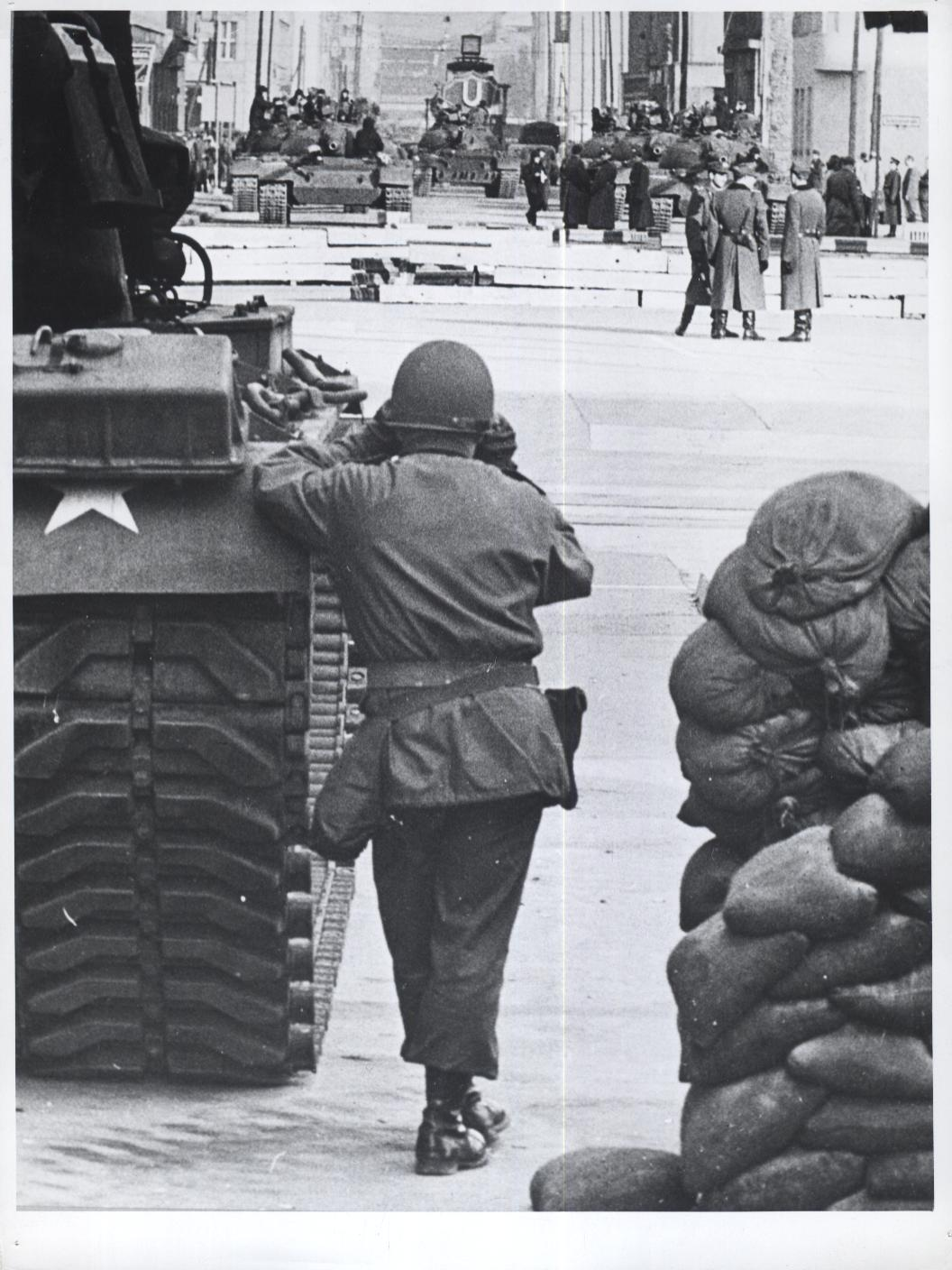
Un militare americano osserva i mezzi corazzati sovietici
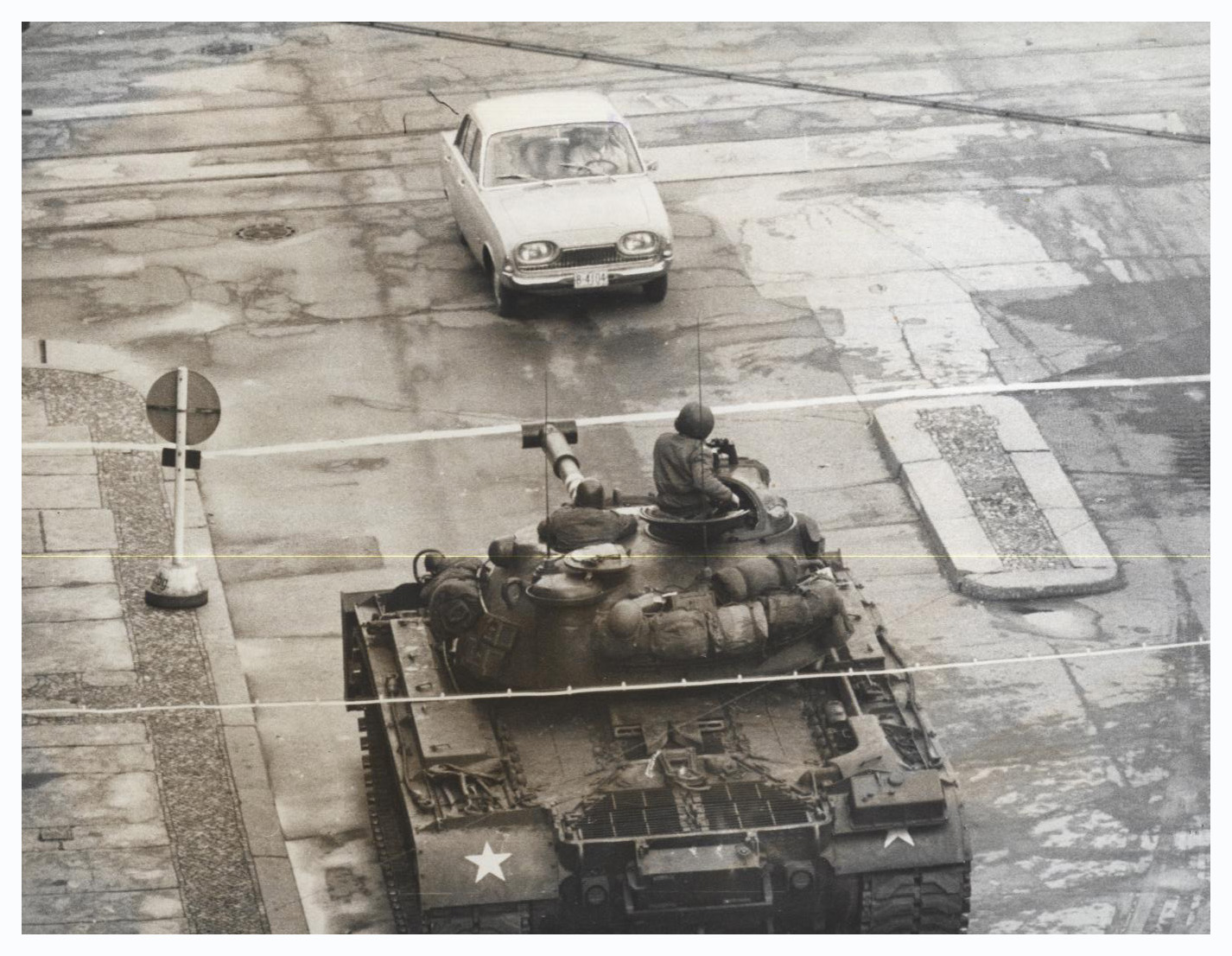
Un carro americano M48 equipaggiato con pala meccanica da bulldozer
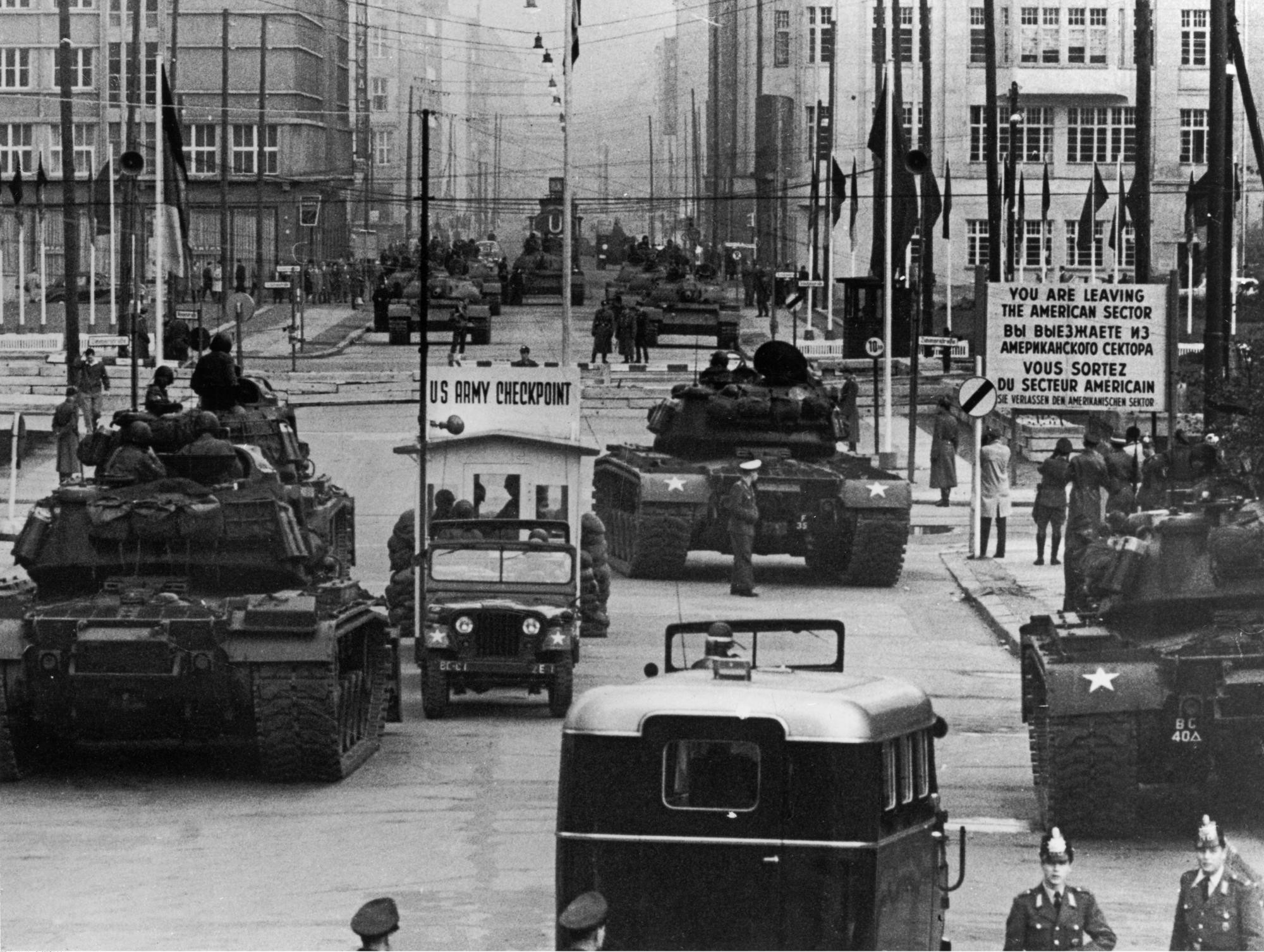
Carri armati americani e sovietici faccia a faccia sulla Friedrichstrasse
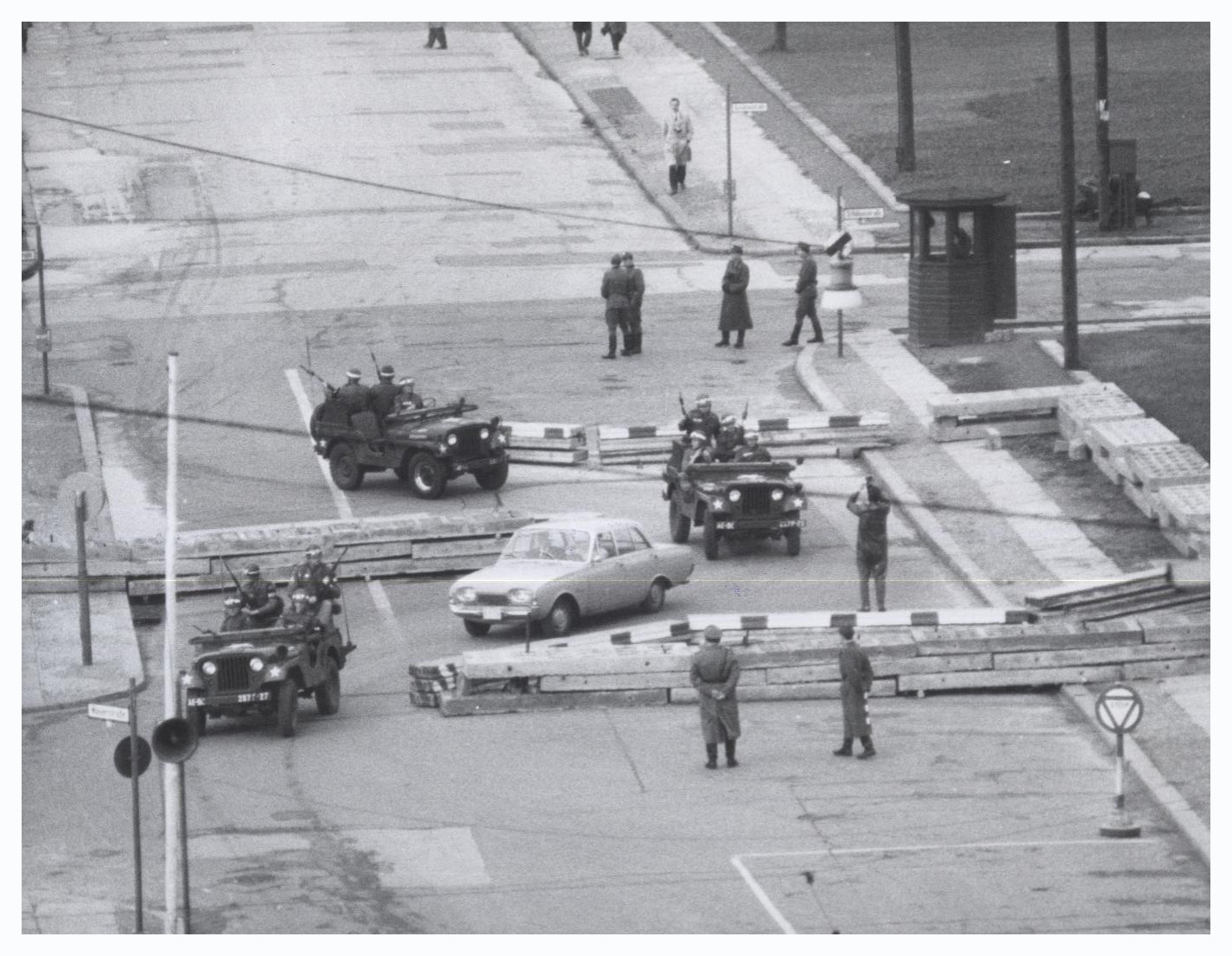
Jeep americane scortano un diplomatico civile di ritorno a Berlino Ovest
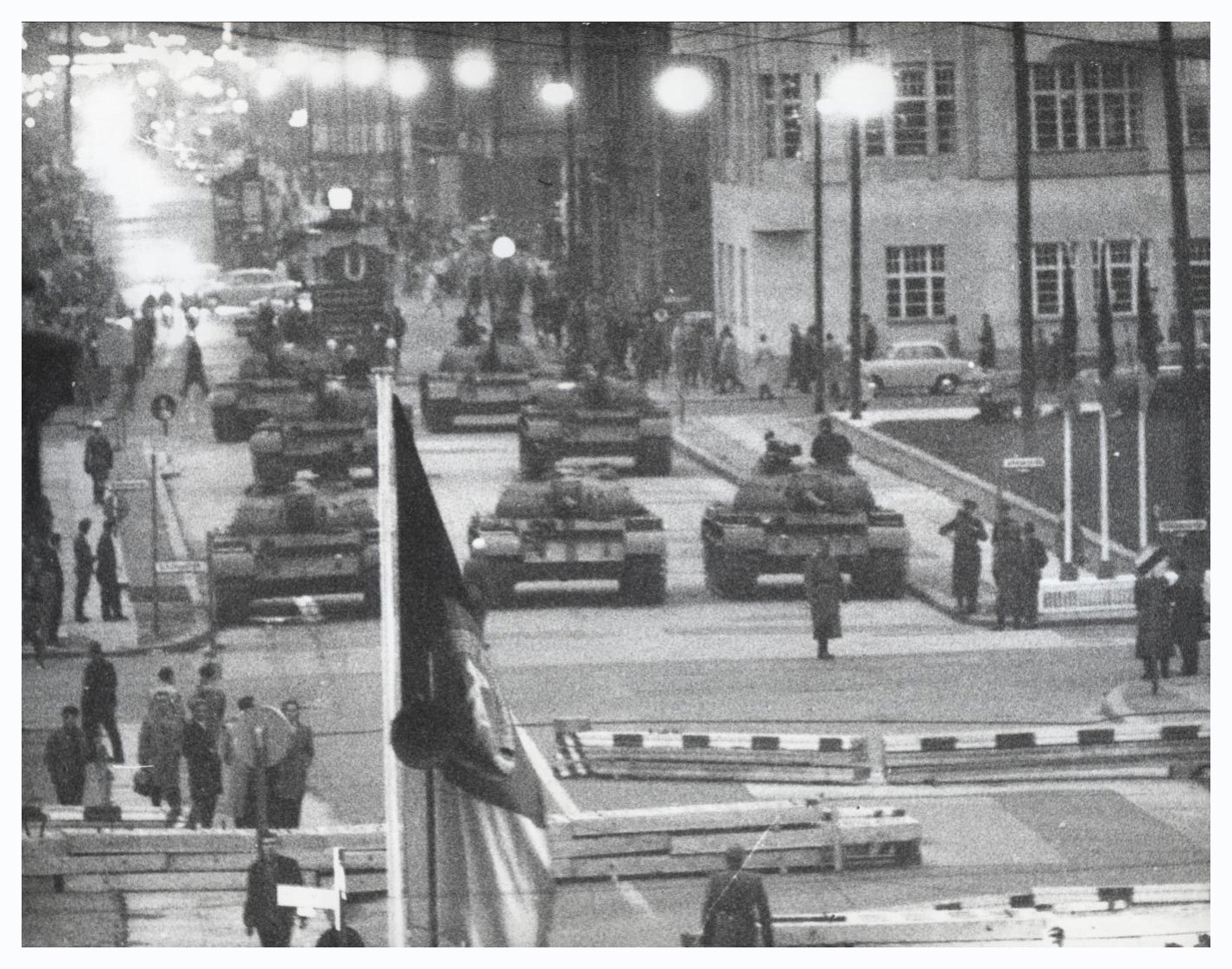
Carri sovietici T-55 fermi di fronte al Checkpoint Charlie
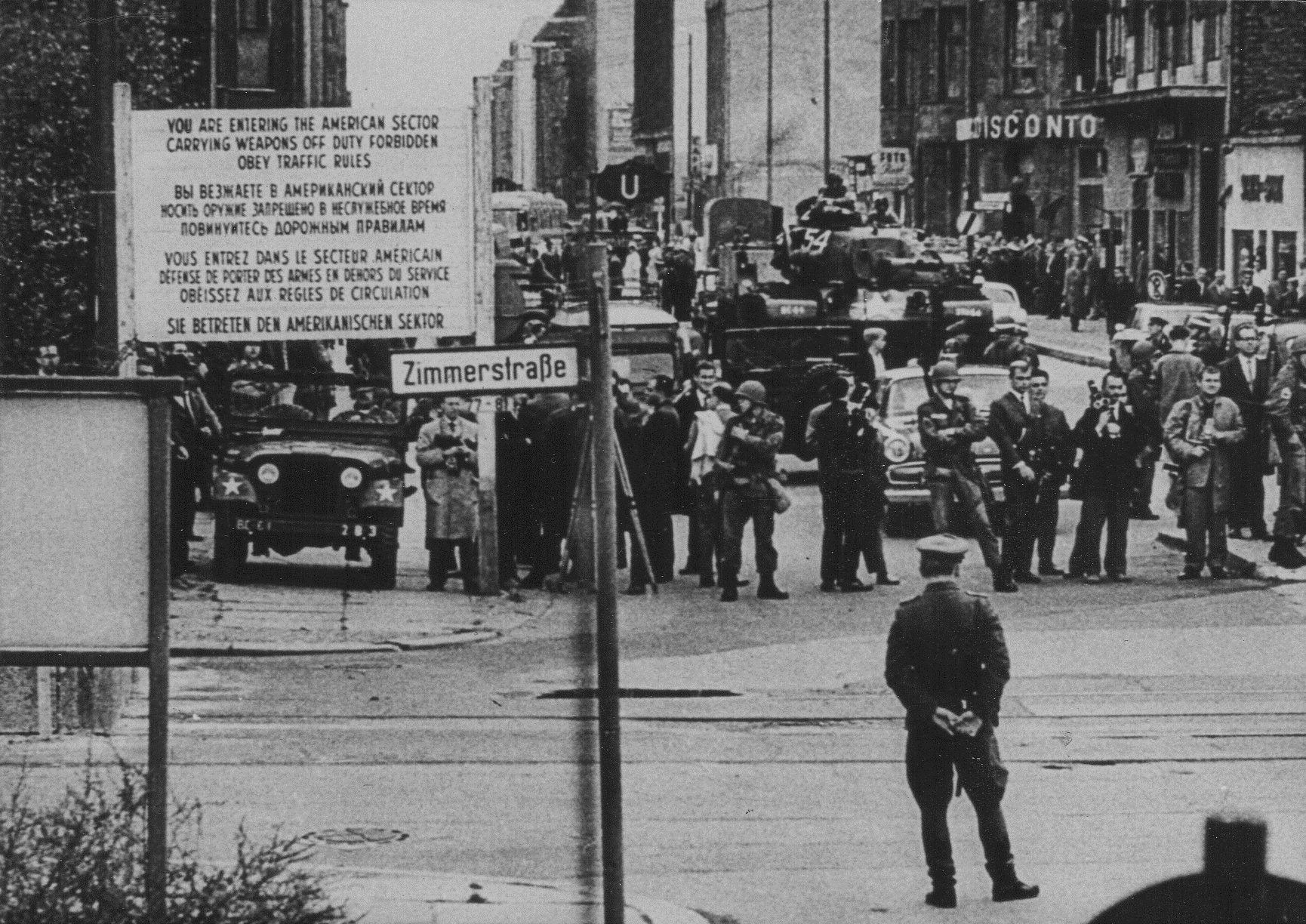
Il Checkpoint Charlie il 27 ottobre 1961
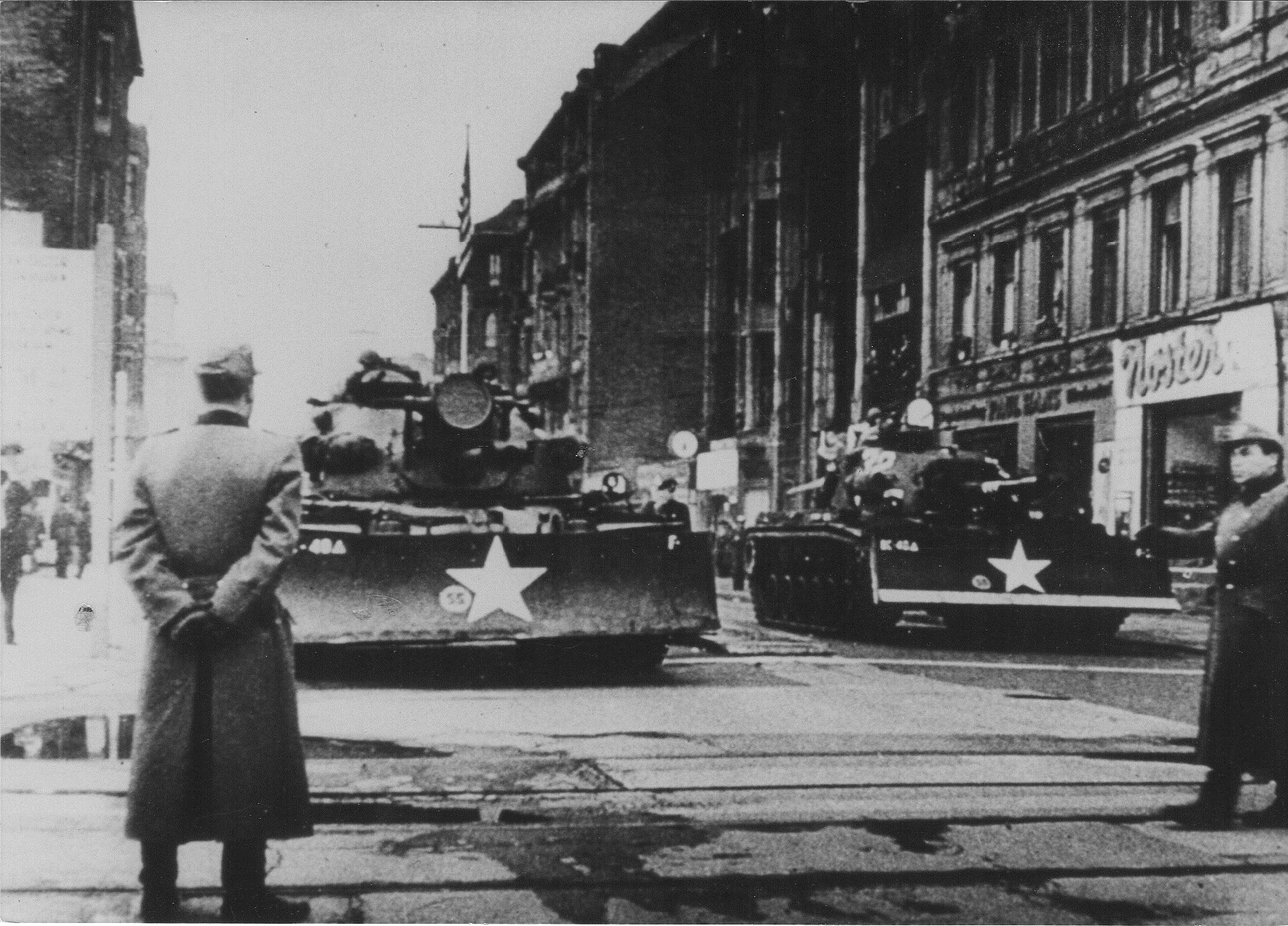
Due carri americani M48 con pala meccanica di fronte alle guardie di frontiera tedesco-orientali
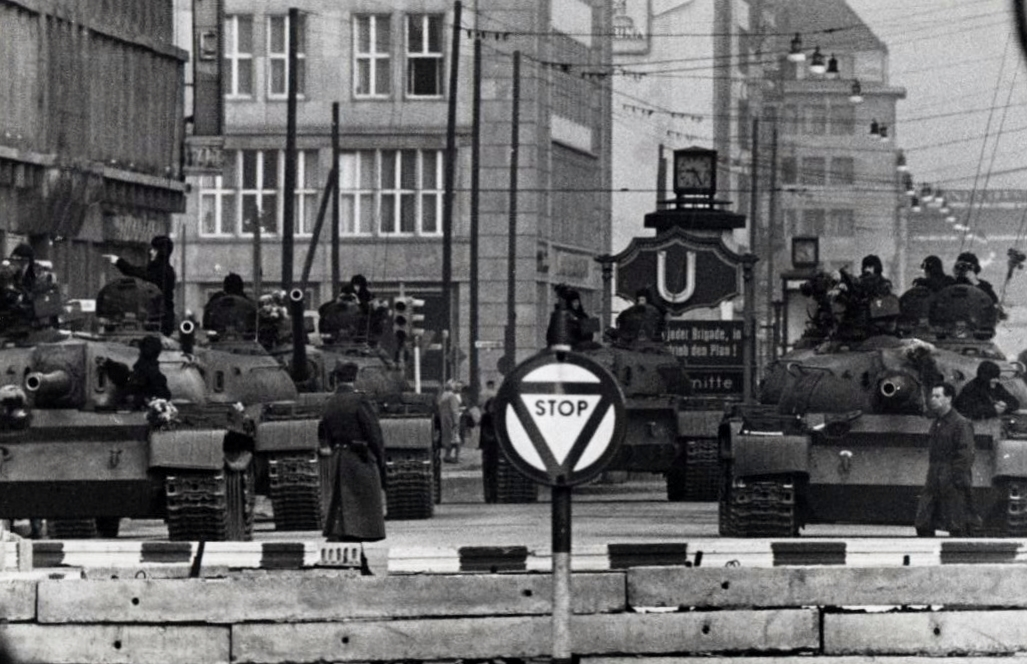
Gli equipaggi dei carri sovietici T-55
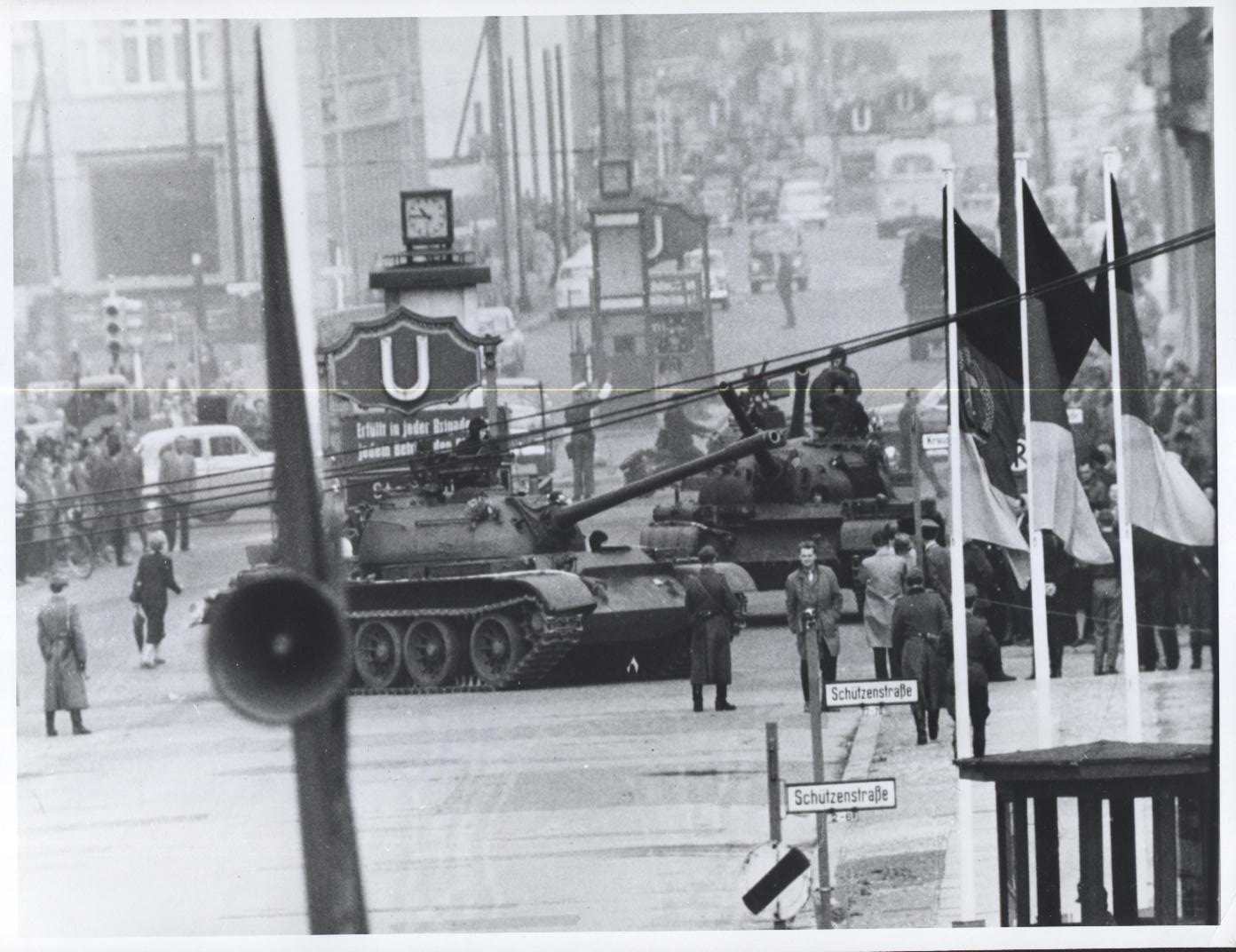
I carri sovietici si muovono per abbandonare il Checkpoint Charlie